# Madhyamaka
Madhyamaka ("vía media", "camino medio" o "centrismo", en chino tradicional, 中觀見; pinyin, Zhōngguān Jìan, tibetano: dbu ma pa) se refiere a una tradición de filosofía y práctica budista fundada por el filósofo indio Nāgārjuna (c. 150-250 EC). Es también conocida como śūnya-vāda (doctrina de la vaciedad) y niḥsvabhāva-vāda (la doctrina que niega el svabhāva). El texto fundacional de la tradición mādhyamaka es el Mūla-madhyamaka-kārikā de Nāgārjuna (Versos raíz de madhyamaka). Más ampliamente, "madhyamaka" también se refiere a la naturaleza última de los fenómenos y al descubrimiento de esto a través de la meditación.
El pensamiento de madhyamaka tuvo una gran influencia en el desarrollo posterior de la tradición budista mahāyāna. Es la interpretación dominante de la filosofía budista en el budismo tibetano y también ha influido en el pensamiento budista de Asia oriental.
De acuerdo con los madhyamikas (seguidores del madhyamaka) y según la doctrina de las dos verdades, todos los fenómenos (dharmas) están vacíos (śūnya) de "naturaleza inherente" o "esencia" (svabhāva), significando que ellos carecen de realidad intrínseca e independiente aparte de las relaciones de causa y efecto (pratītyasamutpāda) desde las que ellos surgen. Pero esta "vacuidad" en sí también es "vacía", es decir, no tiene una existencia en sí mismo, ni se refiere a una realidad trascendental más allá o por encima de la realidad fenoménica. La filosofía madhyamaka sostiene entonces que sólo existen fenómenos dependientes. Todo aquello que existe lo hace de manera interdependiente.
Mādhyamaka se ve a sí mismo como el rechazo de dos filosofías extremas, representando el camino medio entre el eternalismo, según el cual algo es eterno y permanente, y el nihilismo, según el cual todo ha sido intrínsecamente destruido o no existe. Este es el nihilismo en el sentido usado en la filosofía India, que difiere un poco de la definición filosófica de nihilismo en occidente.

## Etimología
Madhya es una palabra sánscrita que significa "medio" y es afín al latín med-iu-s. En el contexto budista se refiere al "camino medio" (madhyama pratipada), que se refiere a la visión correcta (samyagdṛṣṭi) que se aleja de los extremos metafísicos del aniquilacionismo (ucchedavāda) y el eternismo (śassatavāda). Por ejemplo, el Kātyāyanaḥsūtra sánscrito afirma que aunque el mundo "se apoya en una dualidad de existencia e inexistencia", Buda enseña una visión correcta que entiende que:
El surgimiento en el mundo, Kātyayana, visto y entendido correctamente tal como es, muestra que no hay inexistencia en el mundo. La cesación en el mundo, Kātyayana, vista y correctamente entendida tal como es, muestra que no hay existencia permanente en el mundo. Así, evitando ambos extremos, el Tathāgata enseña un dharma por el camino del medio (sct. madhyamayā pratipadā). Es decir: siendo esto, aquello llega a ser; con el surgimiento de esto, aquello surge. Con la ignorancia como condición hay volición ... [a ampliar con la fórmula estándar de los 12 eslabones de la originación dependiente]"
Aunque todas las escuelas budistas se consideraban a sí mismas como defensoras de un camino intermedio, el nombre madhyamaka se refiere a una escuela de filosofía mahayana asociada con Nāgārjuna y sus comentaristas. El término madhyamika se refiere a los seguidores de la escuela madhyamaka.

## Resumen filosófico

### Svabhāva, lo que el madhyamaka niega
Un elemento central de la filosofía madhyamaka es śūnyatā, "vacuidad", y esto se refiere a la idea central de que los dharmas (fenómenos, eventos) están vacíos de "svabhāva". Este término sánscrito se ha traducido diversamente como esencia, naturaleza intrínseca, existencia inherente, ser propio y sustancia. Según Richard P. Hayes, svabhāva puede interpretarse como "identidad" o como "independencia causal". Asimismo, Jan Westerhoff señala que svabhāva es un concepto complejo que tiene aspectos ontológicos y cognitivos. Los aspectos ontológicos incluyen svabhāva como esencia, como una propiedad que hace que un objeto sea lo que es, así como svabhāva como sustancia, lo que significa algo que "no depende de nada más" (como lo define el filósofo madhyamika Chandrakirti).
Es la sustancia-svabhāva, la existencia objetiva e independiente de cualquier objeto o concepto, lo que los argumentos madhyamaka se centran principalmente en refutar. Una estructura común que el madhyamaka utiliza para negar el svabhāva es el catuṣkoṭi ("cuatro esquinas" o tetralema), que consiste aproximadamente en cuatro alternativas: una proposición es verdadera; una proposición es falsa; una proposición es tanto verdadera como falsa; una proposición no es ni verdadera ni falsa. Algunos de los principales temas tratados por el madhyamaka clásico son la causalidad, el cambio y la identidad personal (que se consideran vacíos de sustancia).
La negación de svabhāva por parte de madhyamaka no significa una negación nihilista de todas las cosas, ya que en un sentido cotidiano convencional, madhyamaka sí acepta que se puede hablar de "cosas". Sin embargo, en última instancia, estas cosas están vacías de existencia inherente. Además, la "vacuidad" en sí misma también está "vacía". Es decir, no tiene una existencia por sí misma, ni se refiere a una realidad trascendental más allá o por encima de la experiencia cotidiana.
El aspecto cognitivo de svabhāva es meramente una superposición (samāropa) que los seres hacen cuando perciben y conciben las cosas. En este sentido, pues, la vacuidad no existe como una especie de realidad primordial, sino que es simplemente un correctivo a una concepción errónea de cómo existen las cosas.  Esta idea de svabhāva que niega el madhyamaka no es entonces sólo una teoría filosófica conceptual, sino que es una distorsión cognitiva que los seres imponen automáticamente al mundo, como cuando consideramos que los cinco agregados (un esquema budista de los procesos psicofísicos que conforman una persona) constituyen un único yo. Candrakirti lo compara con alguien que sufre de moscas volantes que provocan la ilusión de que aparecen pelos en su campo visual.

Esta dimensión cognitiva del svabhāva significa que el mero hecho de comprender y asentir al razonamiento madhyamaka no es suficiente para acabar con el sufrimiento causado por nuestra cosificación del mundo, al igual que comprender cómo funciona una ilusión óptica no hace que deje de funcionar. Lo que se requiere es una especie de cambio cognitivo (denominado realización) en la forma en que aparece el mundo y, por lo tanto, algún tipo de práctica que conduzca a este cambio. Como dice Candrakirti:
Para quien está en el camino de la existencia cíclica y persigue una visión invertida debido a la ignorancia, un objeto erróneo como la superposición [de un yo] sobre los agregados aparece como real, pero no aparece para quien está cerca de la visión de la naturaleza real de las cosas.
Un elemento importante de la refutación del madhyamaka es que la doctrina budista clásica del surgimiento dependiente (la idea de que todo fenómeno depende de otros fenómenos) no puede conciliarse con "una concepción de la naturaleza intrínseca o sustancia" y que, por tanto, las teorías de la esencia son contrarias no sólo a las escrituras budistas sino a las propias ideas de causalidad y cambio. Cualquier naturaleza esencial duradera impediría cualquier interacción causal, o cualquier tipo de surgimiento. Porque si esto fuera cierto, las cosas simplemente siempre habrían sido, y siempre seguirían siendo, sin ningún cambio.

Como escribe Nāgārjuna en el Mūlamadhyamakakārikā (en adelante "MMK"):
Afirmamos que el surgimiento condicionado es la vacuidad. Es una mera designación que depende de algo, y es el camino medio. (24.18) Puesto que nada ha surgido sin depender de algo, no hay nada que no esté vacío. (24.19)
Gran parte de la filosofía madhyamaka se centra en la deconstrucción de diversas ideas esencialistas (sobre numerosos temas como el tiempo, el movimiento, el karma y los procesos mentales) mediante argumentos de reductio ad absurdum (conocidos como prasanga). Según Peter Harvey, los diversos argumentos de Nagarjuna pretenden demostrar que todo lo que surge según las condiciones, no puede tener una naturaleza inherente o independiente. Además, si no hay nada con naturaleza propia, no puede haber nada con "otra naturaleza" (para-bhava), es decir, algo que dependa para su existencia de otra cosa que tenga naturaleza propia. Además, si no hay ni naturaleza propia ni naturaleza ajena, no puede haber nada con una naturaleza existente verdadera y sustancial (bhava). Si no hay un verdadero existente, tampoco puede haber nada que sea realmente inexistente (abhava). Como tal, el madhyamaka se considera a sí mismo como una vía ontológica intermedia.

### Las dos verdades
La filosofía madhyamaka discierne dos niveles de verdad, la verdad convencional (la realidad cotidiana del sentido común) y la verdad última (la vacuidad). En última instancia, madhyamaka sostiene que todos los fenómenos están vacíos de sustancia y sólo existen en dependencia de otras causas, condiciones y conceptos. Convencionalmente, madhyamaka sostiene que los seres perciben objetos concretos de los que son conscientes empíricamente. Este mundo fenomenal es la verdad limitada saṃvṛti satya, que significa "cubrir", "ocultar" u "oscurecer". (y por lo tanto es un tipo de ignorancia). Saṃvṛti también se dice que significa "convencional", como en una verdad de costumbre, basada en normas (como las convenciones lingüísticas) y también se glosa como vyavahāra-satya (verdad transaccional). Finalmente, Chandrakirti también tiene una tercera explicación de saṃvṛti, que es "dependencia mutua" (parasparasaṃbhavana).

La realidad aparente o convencional no existe realmente como la verdad más elevada realizada por la sabiduría espiritual, que es paramārtha-satya (parama es literalmente "supremo o último", y artha significa "objeto, propósito o actualidad"). Sin embargo, lo convencional tiene un tipo de realidad limitada y contingente que tiene sus usos para alcanzar la liberación. La verdad convencional incluye todo lo que no es la vacuidad, incluido el propio Buda, las enseñanzas (dharma), la liberación e incluso los propios argumentos de Nāgārjuna. Este esquema de dos verdades que no negaba la importancia de la convención permitió a Nāgārjuna defenderse de las acusaciones de nihilismo. Entender ambas verdades correctamente significa ver el camino medio, como dice Nāgārjuna:
Sin confiar en la convención, no se enseña el fruto último. Sin comprender lo último, no se alcanza el nirvana.
La realidad convencional o limitada es una realidad experiencial o una realidad nominal que los seres imputan a la realidad última. No es una realidad ontológica con existencia sustancial o independiente. Por lo tanto, las dos verdades no son dos realidades metafísicas, sino que, según Karl Brunnholzl, "las dos realidades se refieren justamente a lo que experimentan dos tipos diferentes de seres con distintos tipos y alcances de percepción." Como dice Candrakirti:
Es a través de la visión perfecta y falsa de todas las entidades
que los entes que se encuentran así llevan dos naturalezas.
El objeto de la visión perfecta es la verdadera realidad,

y la visión falsa es la realidad aparente.
Esto significa que la distinción entre las dos verdades es principalmente epistemológica y depende de la cognición del observador. Como dice Shantideva, hay "dos clases de mundo", "el de los yoguis y el de la gente común". La realidad aparente es el mundo del samsara porque concebir objetos concretos e inmutables conduce al aferramiento y al sufrimiento. Como afirma Buddhapalita: "las personas inexpertas cuyos ojos de la inteligencia están oscurecidos por el engaño conciben una esencia de las cosas y luego generan apego y hostilidad con respecto a ellas".
Según Hayes, las dos verdades también pueden referirse a dos objetivos diferentes en la vida: el objetivo más elevado del nirvana, y el objetivo inferior del "bien comercial". La meta más elevada es la liberación del apego, tanto material como intelectual.

### La naturaleza de la realidad última
Según Paul Williams, Nāgārjuna asocia la vacuidad con la verdad última, pero su concepción de vacuidad no es una especie de absoluto, sino que es la propia ausencia de existencia verdadera respecto a la realidad convencional de las cosas mundanas. Dado que lo último es en sí mismo vacío, también se explica como una "trascendencia del engaño" y, por tanto, es una especie de verdad apofática que experimenta la falta de sustancia.
Porque se dice que la naturaleza de la realidad última está vacía, incluso de la propia "vacuidad", el propio marco de las dos verdades son también realidades convencionales, y no forman parte de lo último. Esto se llama a menudo "la vacuidad de la vacuidad" y se refiere al hecho de que aunque los madhyamikas hablan de la vacuidad como la naturaleza última incondicionada de las cosas, esta vacuidad está en sí misma vacía de cualquier existencia real.
Según Susan Kahn, "la vacuidad de la vacuidad" es otro argumento contra el esencialismo que apunta a cualquier noción de un vacuidad esencial. Kahn señala que realizar la vacuidad no consiste en encontrar un ámbito o fundamento trascendental, sino en comprender simplemente la naturaleza de la realidad convencional. Por lo tanto, es estar libre de engaños, como un mago que entiende cómo funciona un truco de magia y no se engaña. Como afirma Kahn, "cuando uno ya no se deja engañar por las falsas apariencias, los fenómenos no se reifican ni se niegan. Se comprenden de forma interdependiente, como algo finalmente vacío y, por tanto, como algo sólo convencionalmente real. Esta es la vía media".

Por lo tanto, las dos verdades en sí mismas son sólo una estrategia práctica para enseñar a los demás, pero no existen dentro del verdadero equilibrio meditativo que realiza lo último. Como dice Candrakirti: "los nobles que han realizado lo que hay que realizar no ven nada que sea ilusorio o no ilusorio."  Desde dentro de la experiencia de los iluminados sólo hay una realidad que aparece de forma no conceptual, como dice Nāgārjuna en las Sesenta estrofas sobre el razonamiento: "que el nirvana es la única realidad, es lo que han declarado los Vencedores"." El Madhyamakahrdayakārikā de Bhāvaviveka describe la verdad última a través de una negación de las cuatro posibilidades del catuskoti:
Su carácter no es ni existente, ni inexistente, Ni ambos existentes e inexistentes, ni ninguno. Los madhyamikas deben conocer la verdadera realidad que está libre de estas cuatro posibilidades.
Atisha describe lo último como "aquí, no hay visión ni observador, ni principio ni fin, sólo paz... Es no conceptual y no referencial... es inexpresable, inobservable, inmutable e incondicionado". Debido a la naturaleza no conceptual de lo último, las dos verdades son en última instancia inexpresables como "una" o "diferente".

### El camino medio
Escritores no budistas y budistas, antiguos y modernos, han sostenido que la filosofía madhyamaka es nihilista y esta opinión ha sido cuestionada por otros que sostienen que es un camino medio (madhyamāpratipad) entre el nihilismo y el esencialismo. Los propios filósofos del madhyamaka rechazaron explícitamente la interpretación nihilista, como escribe Nāgārjuna: "a través de la explicación de la verdadera realidad tal como es, el samvrti aparente no se desbarata." Candrakirti también responde a la acusación de nihilismo en su Palabras Lúcidas:
Por lo tanto, la vacuidad se enseña para pacificar completamente toda la discursividad sin excepción. Por lo tanto, si el propósito de la vacuidad es la paz completa de toda la discursividad y tú sólo aumentas la red de discursividad pensando que el significado de la vacuidad es la inexistencia, no realizas el propósito de la vacuidad.
Algunos estudiosos (Murti) interpretan la vacuidad tal y como la describe Nāgārjuna como un absoluto trascendental, mientras que otros estudiosos, como David Kalupahana, consideran que esto es un error, ya que esto no es una vía media.
Los pensadores madhyamika también argumentan que, puesto que las cosas tienen la naturaleza de carecer de existencia sustancial (niḥsvabhāva), todas las cosas son meras construcciones conceptuales (prajñaptimatra) porque son sólo colecciones impermanentes de causas y condiciones. Esto también se aplica al propio principio de causalidad, ya que todo se origina de forma dependiente. Por lo tanto, en el madhyamaka, los fenómenos parecen surgir y cesar, pero en un sentido último no surgen ni permanecen como fenómenos inherentemente existentes. Los filósofos madhyamika creen que esto demuestra que tanto los puntos de vista de la existencia absoluta o eternalista (como las ideas hindúes de Brahman o purusha) como el nihilismo son insostenibles.
Las siguientes son las dos clases principales de puntos de vista erróneos que se consideran los dos extremos que el madhyamaka evita:
- esencialismo o eternismo (sastavadava): creencia de que las cosas existen de forma inherente o sustancial y, por lo tanto, son objetos eficaces de ansia y aferramiento. Nagarjuna argumenta que percibimos innatamente las cosas como sustanciales, y es esta predisposición la ilusión raíz que está en la base de todo el sufrimiento.
- Nihilismo o aniquilacionismo (ucchedavada): opiniones que llevan a creer que no hay necesidad de ser responsable de las propias acciones, como la idea de que uno se aniquila al morir o que nada tiene efectos causales, pero también la idea de que no existe absolutamente nada.

### La razón
En el madhyamaka, la razón y el debate se entienden como un medio para alcanzar un fin (la liberación), por lo que deben estar fundados en el deseo de ayudarse a sí mismo y a los demás a acabar con el sufrimiento. Sin embargo, la razón y los argumentos lógicos también se consideran vacíos de toda validez o realidad verdadera. Sólo sirven como remedios convencionales para nuestros engaños. Nāgārjuna atacó la noción de que se podía establecer una cognición válida o una prueba epistémica (pramana) en su Vigrahavyāvartanī (Refutación de objeciones):
Si tus objetos están bien establecidos a través de cogniciones válidas [pramanas], dinos cómo estableces estas cogniciones válidas. Si crees que se establecen a través de otras cogniciones válidas, hay una regresión infinita. Entonces, la primera no está establecida, ni las del medio, ni la última. Si estas [cogniciones válidas] se establecen incluso sin una cognición válida, lo que usted dice está arruinado. En ese caso, hay una inconsistencia, Y usted debe proporcionar un argumento para esta distinción.
Candrakirti afirma que el madhyamaka no niega completamente el uso de las pruebas epistémica de forma convencional, y sin embargo, en última instancia, no tienen un fundamento:
Por lo tanto, afirmamos que los objetos mundanos se conocen a través de los cuatro tipos de prueba epistémica. Son mutuamente dependientes: Cuando hay prueba epistémica, hay objetos de conocimiento; cuando hay objetos de conocimiento, hay pruebas epistémicas. Pero ni la prueba epistémica ni los objetos de conocimiento existen inherentemente.
A la acusación de que si los argumentos y las palabras de Nāgārjuna son también vacíos, carecen por tanto del poder de refutar nada, Nāgārjuna responde que:
Mis palabras son sin naturaleza. Por lo tanto, mi tesis no está arruinada. Dado que no hay ninguna incoherencia, no tengo que exponer un argumento para una distinción.
Además Nāgārjuna afirma:
Así como una creación mágica puede ser aniquilada por otra creación mágica, y una persona ilusoria por otra persona producida por un ilusionista, Esta negación es la misma.
Shantideva afirma igualmente que "así, cuando el hijo de uno muere en un sueño, la concepción "no existe" elimina el pensamiento de que sí existe, pero también es engañoso". Por esto, el madhyamaka acepta que sus argumentos no son válidos en última instancia en algún sentido fundacional, como todas las cosas. Sin embargo, convencionalmente, uno sigue siendo capaz de utilizar el propio aparato de razonamiento del oponente para refutar sus teorías y ayudarle a ver sus errores. Esta deconstrucción no sustituye las falsas teorías de la existencia por otras, sino que simplemente disuelve todos los puntos de vista, incluido el propio sistema ficticio de garantías epistémicas (pramanas) utilizado para establecerlos. El objetivo del razonamiento madhyamaka no es establecer ninguna validez abstracta o verdad universal, es simplemente un proyecto pragmático destinado a acabar con la ilusión y el sufrimiento.
Nāgārjuna también argumenta que el madhyamaka sólo niega las cosas convencionalmente, ya que en última instancia, no hay nada que negar. Por eso el dice "no niego nada y tampoco hay nada que negar." Por lo tanto, es sólo desde la perspectiva de quienes se aferran a la existencia que parece que se niega algo. Pero madhyamaka no está aniquilando algo, simplemente dilucidando que la "existencia verdadera" nunca existió en primer lugar.
Así, el madhyamaka utiliza el lenguaje para poner de manifiesto los límites de nuestros conceptos. En última instancia, la realidad no puede representarse mediante conceptos. Según Jay Garfield, esto crea una especie de tensión en la literatura madhyamaka, ya que tiene que utilizar algunos conceptos para transmitir sus enseñanzas.

### Soteriología
Para el madhyamaka, la realización de la vacuidad no es sólo una teoría satisfactoria, sino una comprensión espiritual clave que permite alcanzar la liberación o el nirvana. Nāgārjuna afirma en el MMK:
Con la cesación de la ignorancia, las formaciones no surgirán. Además, la cesación de la ignorancia se produce a través de la comprensión correcta. A través de la cesación de este y aquel [eslabón de la originación dependiente] no se producirá este y aquel [otro eslabón]. De este modo, toda la masa de sufrimiento cesa por completo.
La originación dependiente es el análisis budista fundamental del surgimiento del sufrimiento y, por lo tanto, según Nāgārjuna, el cambio cognitivo que ve la inexistencia de svabhāva conduce a la cesación del primer eslabón de esta cadena de sufrimiento, que luego lleva al fin de toda la cadena de causas y, por lo tanto, de todo el sufrimiento. Nāgārjuna también afirma:
La liberación (moksha) resulta de la cesación de las acciones (karman) y de las impurezas (klesha). Las acciones y las impurezas son el resultado de las conceptualizaciones (vikalpa). Éstas provienen de la proliferación conceptual (prapañca). La proliferación conceptual se detiene en la vacuidad (sunyata). (18.5)
Por lo tanto, el objetivo final de la comprensión de la vacuidad no es la comprensión filosófica como tal, sino obtener una mente liberada que no se aferre a nada. Para realizar esto, la meditación sobre la vacuidad puede proceder en etapas, comenzando con la vacuidad tanto del yo como de los objetos y los estados mentales, culminando en un "estado natural de libertad no referencial." 

Además, el camino para comprender la verdad última no es uno que niegue o invalide las verdades relativas (especialmente las verdades sobre el camino al despertar). Por el contrario, sólo mediante la comprensión y el uso adecuados de la verdad relativa se puede alcanzar lo último, como dice Bhāvaviveka:
Para guiar a los principiantes se enseña un método comparable a los peldaños de una escalera que conduce a la budeidad perfecta. Sólo se puede entrar en la realidad última una vez que se ha comprendido la realidad aparente.

### ¿Tiene madhyamaka una posición?
Nāgārjuna es famoso por argumentar que su filosofía no era un punto de vista, y que no estaba adoptando ninguna posición (paksa) o tesis (pratijña), ya que esto sólo sería otra forma de aferrarse a alguna forma de existencia. En su Vigrahavyavartani, Nāgārjuna afirma:
Si tuviera alguna posición, sería culpable. Como no tengo ninguna posición, no tengo ninguna culpa. Si hubiera algo que observar a través de la percepción directa y las otras instancias [de cognición válida - pramana], sería algo que se establecería o se rechazaría. Sin embargo, como no existe tal cosa, no puedo ser criticado.
Asimismo, en sus Sesenta Versos sobre el Razonamiento, Nāgārjuna dice: "Al adoptar cualquier punto de vista, serás atrapado por las astutas serpientes de las aflicciones. Aquellos cuyas mentes no tienen ningún punto de vista, no serán atrapados."

Algunos estudiosos sostienen que en estas declaraciones Nagarjuna está criticando a aquellos cuya mente se aferra a cualquier posición y creencia, incluyendo la visión de la vacuidad o la propia filosofía madhyamaka. Como dice Nāgārjuna: "Los Victoriosos han anunciado que la vacuidad es el abandono de todos los puntos de vista. Se dice que aquellos que poseen el punto de vista de la vacuidad son incorregibles." Aryadeva afirma en sus Cuatrocientos Versos:
"En primer lugar, se pone fin a lo que no es meritorio. En el medio, se pone fin a la identidad. Después, se pone fin a todos los puntos de vista. Los que entienden esto son hábiles".
Sin embargo, otros textos mencionan una tesis o punto de vista específico de la filosofía madhyamaka. Shantideva, por ejemplo, dice que "no se puede sostener ningún fallo en la tesis de la vacuidad" y El fuego del razonamiento de Bhaviveka se dice: "en cuanto a nuestra tesis, es la vacuidad de la naturaleza, porque ésta es la naturaleza de los fenómenos." Jay Garfield señala que tanto Nagarjuna como Candrakirti presentan argumentos positivos. Cita el MMK que afirma: "No existe nada que no haya surgido de forma dependiente. Por lo tanto, no existe nada que no esté vacío", así como el comentario de Candrakirti al respecto, que dice claramente: "Afirmamos la afirmación 'la vacuidad misma es una designación'".
Sin embargo, estas posiciones no son una contradicción, ya que se puede decir que el madhyamaka tiene la "tesis de la vacuidad" sólo convencionalmente, en el contexto de debatirla o explicarla. Según Brunnholzl, aunque los pensadores del madhyamaka puedan expresar una tesis pedagógicamente, lo que niegan es que "tengan alguna tesis que implique existencia real o puntos de referencia o alguna tesis que deba ser defendida desde su propio punto de vista".

Karl Brunnholzl afirma que el análisis madhyamaka se aplica a todos los sistemas de pensamiento, ideas y conceptos, incluido el propio madhyamaka. Ello se debe a que la naturaleza del madhyamaka es "la deconstrucción de cualquier sistema y conceptualización, incluida ella misma". En el MMK, Nagarjuna ilustra este punto:
Por el defecto de tener puntos de vista sobre la vacuidad, los de poco entendimiento se arruinan, al igual que cuando se agarra incorrectamente una serpiente o se practica erróneamente un mantra.

## Orígenes y fuentes
A menudo se considera que la escuela madhyamaka fue fundada por Nāgārjuna, aunque puede haber existido antes. Varios estudiosos han señalado que algunos de los temas de la obras de Nāgārjuna también pueden encontrarse en fuentes budistas anteriores.

### Textos budistas antiguos
El único sutra que Nāgārjuna cita explícitamente en su Mūlamadhyamakakārikā (capítulo 15.7) es Instrucciones a Katyayana, afirmando que "según las Instrucciones a Katyayana, tanto la existencia como la no existencia son criticadas por el Bendito que opuso el ser y el no ser." Esto parece haber sido una versión sánscrita del Kaccānagotta Sutta (Saṃyutta Nikāya 12.15, con paralelo en el Saṃyuktāgama 301 chino). El propio Kaccānagotta Sutta dice:
Este mundo, Kaccana, depende en su mayor parte de una dualidad: de la noción de existencia y de la no existencia. Pero para aquel que ve el origen del mundo tal como es realmente con la sabiduría correcta, no hay noción de no existencia con respecto al mundo. Y para aquel que ve la cesación del mundo tal y como es realmente con la sabiduría correcta, no hay noción de existencia con respecto al mundo.
Joseph Walser también señala que el verso seis del capítulo 15 contiene una alusión al "Mahahatthipadopama sutta", otro sutta del Nidanavagga, la colección que también contiene el Kaccānagotta, y que contiene varios suttas que se centran en la evitación de los puntos de vista extremos, que se consideran todos asociados con el extremo de la eternidad (sasvata) o el extremo de la interrupción (uccheda). Otra alusión a un texto budista primitivo señalada por Walser se encuentra en el capítulo 1 del Ratnavali de Nāgārjuna, donde hace referencia a una afirmación del Kevaṭṭasutta (DN 11).
El Aṭṭhakavagga (pali, "capítulo del octeto") y el Pārāyanavagga ("capítulo del camino a la costa lejana") son dos pequeñas colecciones de suttas dentro del canon Pāli del budismo Theravada (capítulos 4 y 5 del Khuddaka Nikaya). Se encuentran entre la literatura budista más antigua que existe, y ponen un énfasis considerable en el rechazo o el no apego a todas las opiniones. Gómez ha comparado estos textos con la filosofía madhyamaka posterior, que en su forma prasangika, hace un método de rechazo de los puntos de vista de los demás en lugar de proponer los propios.

### El abhidharma y las escuelas budistas
La escuela madhyamaka ha sido considerada como una reacción contra el desarrollo del abhidharma. Sin embargo, según Joseph Walser, esto es problemático. En el abhidharma, los dharmas (fenómenos) se caracterizan por definir rasgos (lakṣaṇa) o la propia existencia (svabhāva). El Abhidharmakośabhāṣya afirma: "dharma significa 'sostener', sostener la naturaleza intrínseca (svabhāva)", mientras que el Mahāvibhāṣā afirma "la naturaleza intrínseca es capaz de sostener su propia identidad y no perderla". Sin embargo, esto no significa que todos los sistemas de abhidharma sostengan que los dharmas existen de forma independiente en un sentido ontológico, ya que todas las escuelas budistas sostienen que (la mayoría) de los dharmas se originan de forma dependiente, siendo esta doctrina un punto de vista central del budismo. Por lo tanto, en el abhidharma, el svabhāva es típicamente algo que surge dependiente de otras condiciones y cualidades.
Por lo tanto, en la mayoría de los primeros sistemas de abhidharma, svabhāva no es una especie de esencialismo ontológico, sino que es una forma de categorizar los dharmas según sus características distintivas. Según Noa Ronkin, la idea de svabhāva evolucionó hacia la dimensión ontológica en la interpretación de la escuela Sarvāstivāda-Vaibhasika, que comenzó a utilizar también el término dravya que significa "existencia real". Esto entonces, puede haber sido el cambio que Nagarjuna trató de atacar cuando se dirige a ciertos principios Sarvastivada.
Sin embargo, la relación entre el madhyamaka y el abhidharma es compleja. Como señala Joseph Walser: "la posición de Nagarjuna frente al abhidharma no es ni una negación ni una aceptación generalizada. Los argumentos de Nagarjuna admiten ciertos puntos de vista abhidhármicos mientras refutan otros". Un ejemplo puede verse en el Ratnavali de Nagarjuna, que apoya el estudio de una lista de 57 faltas morales que el toma de un texto del abhidharma llamado Ksudravastuka. El análisis abhidhármico ocupa un lugar destacado en los tratados madhyamaka, y comentaristas como Candrakīrti destacan que las categorías abhidhármicas funcionan como un sistema viable (y favorecido) de verdades convencionales: son más refinadas que las categorías ordinarias, y no dependen ni del extremo del eternalismo ni de la visión extrema de la discontinuidad del karma, como hacían las categorías no budistas de la época.
Walser también señala que las teorías de Nagarjuna tienen mucho en común con el punto de vista de una secta de los mahasamgikas llamada prajñaptivada, que sostenían que el sufrimiento era prajñapti (designación por nombre provisional), que era "basado en entidades condicionadas que son a su vez recíprocamente designadas" (anyonya prajñapti). David Burton argumenta que para Nagarjuna, "las entidades surgidas de forma dependiente tienen una existencia meramente construida conceptualmente (prajñaptisat)." Comentando esto, Walser escribe que "Nagarjuna está argumentando a favor de una tesis que los prajñaptivádins ya sostenían, utilizando un concepto de prajñapti que ya estaban utilizando".

### Los sūtras Mahāyāna
Según David Seyfort Ruegg, las principales fuentes canónicas mahāyāna de la escuela madhyamaka son la literatura Prajñāpāramitā, Ratnakūṭa y Avataṃsaka. Otros sutras que fueron ampliamente citados por los madhamikas son el Vimalakīrtinirdeṣa, el Śuraṃgamasamādhi, el Saddharmapuṇḍarīka, el Daśabhūmika, el Akṣayamatinirdeśa, el Tathāgataguhyaka y el Kāśyapaparivarta.
Ruegg señala que en el Prasannapadā y el Madhyamakāvatāra de Candrakīrti, además del Prajñāpāramitā, "encontramos el Akṣayamatinirdeśa, Anavataptahradāpasaṃkramaṇa, Upāliparipṛcchā, Kāśyapaparivarta, Gaganagañja, Tathāgataguhya, Daśabhūmika, Dṛḍhādhyāśaya, Dhāraṇīśvararāja, Pitāputrasamāgama, Mañjuśrīparipṛcchā, Ratnakūṭa, Ratnacūḍaparipṛcchā, Ratnamegha, Ratnākara, Laṅkāvatāra, Lalitavistara, Vimalakirtinirdesa, Śālistamba, Satyadvayāvatāra, Saddharmapuṇḍarīka, Samādhirāja (Candrapradīpa) y Hastikakṣya."

### Prajñāpāramitā
El pensamiento madhyamaka también está estrechamente relacionado con los sūtras Prajñāpāramitā y madhyamaka es entendida, al menos en parte, como un complemento exegético de esos sūtras. Los relatos tradicionales también representan a Nāgārjuna como recuperando algunos de los sūtras Prajñāpāramitā del mundo de los Nāgas (explicando en parte la etimología de su nombre). Prajñā o 'cognición superior' es un término recurrente en los textos budistas, explicado como sinónimo de abhidharma, 'perspicacia' (vipaśyanā) y 'análisis de los dharmas' (dharmapravicaya). Dentro de un contexto específicamente Mahāyāna, prajñā figura como el más destacado en una lista de seis pāramitās (perfecciones espirituales) que un bodhisattva necesita cultivar para alcanzar finalmente la Budeidad.

Madhyamaka ofrece un esquema conceptual para analizar todos los elementos posibles de la existencia, permitiendo al practicante elicitar mediante el razonamiento y la contemplación el tipo de visión que los sūtras expresan de forma más autorizada (al ser considerados palabra de Buda) pero menos explícita (al no ofrecer argumentos corroborantes). La vasta literatura de Prajñāpāramitā enfatiza el desarrollo de la cognición superior (de la vacuidad) en el contexto del camino del bodhisattva. En las obras de Nagarjuna se pueden encontrar alusiones a los sutras Prajñaparamita. Un ejemplo está en la estrofa inicial del MMK, que parece aludir a la siguiente afirmación que se encuentra en dos sutras Prajñaparamita:
¿Y cómo conoce sabiamente la coproducción condicionada? Sabiamente la conoce como ni producción, ni parada, ni cortada ni eterna, ni única ni múltiple, ni que viene ni que se va, como el apaciguamiento de todos los discursos fútiles, y como la dicha.
En comparación, la primera estrofa del MMK de Nagarjuna dice:
Rindo homenaje al Completamente Iluminado, cuyas verdaderas y venerables palabras enseñan que la originación dependiente es la pacificación dichosa de toda proliferación mental, ni producción, ni parada, ni cortada ni eterna, ni única ni múltiple, ni venida, ni ida.

## Madhyamaka en la india

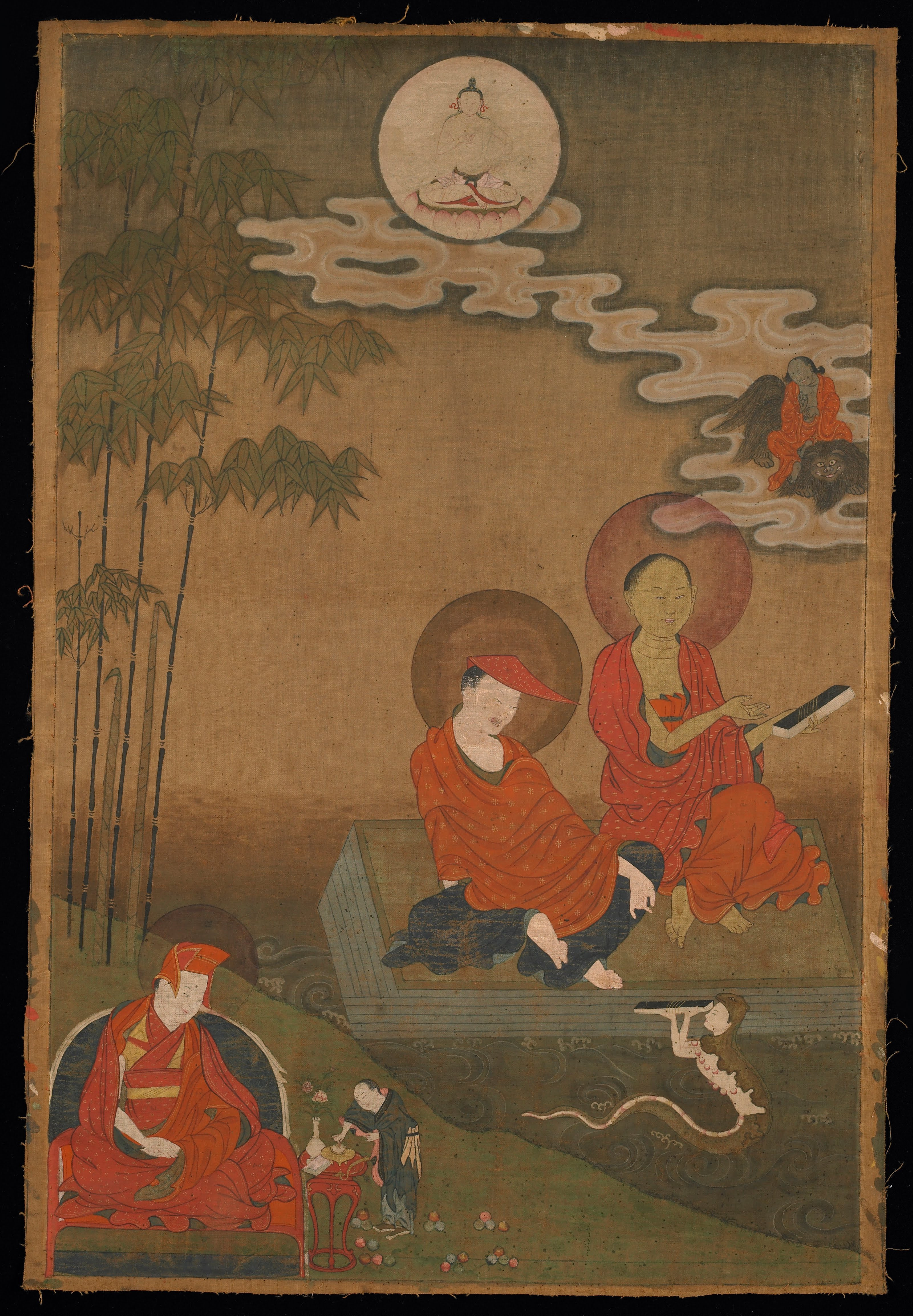
Pintura tibetana con Nāgārjuna (derecha) y Āryadeva (centro).

### Nāgārjuna
Como señala Jan Westerhoff, aunque Nāgārjuna es "uno de los más grandes pensadores de la historia de la filosofía asiática... los estudiosos contemporáneos apenas se ponen de acuerdo en los detalles que le conciernen". Esto incluye la fecha exacta en que vivió (se puede acotar en algún momento de los tres primeros siglos de la era cristiana), dónde vivió (Joseph Walser sugiere Amarāvatī en el este del Decán) y qué constituye exactamente su corpus escrito.
Se le atribuyen numerosos textos, pero al menos algunos estudiosos están de acuerdo en que lo que se llama el corpus "yukti" (analítico) es el núcleo de su obra filosófica. Estos textos son los Versos raíz sobre la vía media (Mūlamadhyamakārikā, MMK), las Sesenta estrofas sobre el razonamiento (Yuktiṣāṣṭika), el Disipador de objeciones (Vigrahavyāvartanī), el Tratado sobre la pulverización (Vaidalyaprakaraṇa) y la Guirnalda preciosa (Ratnāvalī). Sin embargo, incluso la atribución de cada una de ellas ha sido cuestionada por algunos estudiosos modernos, excepto el MMK que es considerada por definición como su obra mayor.
Los estudiosos suelen considerar que el objetivo principal de Nāgārjuna es refutar el esencialismo de ciertas escuelas budistas de abhidharma (principalmente Vaibhasika) que postulaban teorías de svabhava (naturaleza esencial) y también las escuelas hindúes Nyāya y Vaiśeṣika que postulaban una teoría de sustancias ontológicas (dravyatas). En el MMK utilizó argumentos de reductio ad absurdum (Sct. prasanga) para mostrar que cualquier teoría de la sustancia o esencia era insostenible y, por tanto, los fenómenos (dharmas) como el cambio, la causalidad y la percepción de los sentidos estaban vacíos (shunya) de cualquier existencia esencial. Nāgārjuna también es famoso por equiparar la vacuidad de los dharmas con su origen dependiente.

### Autores clásicos del madhyamaka
Rāhulabhadra fue un madhyamika temprano, del que a veces se dice que fue maestro de Nagarjuna o su contemporáneo y seguidor. Es más famoso por sus Versos en alabanza del Prajñāpāramitā (sct. Prajñāpāramitāstotra) y las fuentes chinas sostienen que también compuso un comentario sobre el MMK que fue traducido por Paramartha.
El alumno de Nāgārjuna, Āryadeva (siglo III de nuestra era), escribió varias obras sobre el madhyamaka, la más conocida de las cuales son sus 400 versos. Sus obras se consideran un suplemento a las de Nāgārjuna, sobre las que hizo comentarios. Āryadeva también escribió refutaciones de las teorías de las escuelas filosóficas indias no budistas.
También hay dos comentarios sobre el MMK que pueden ser de Āryadeva, el Akutobhaya (que también ha sido considerado como un autocomentario de Nagarjuna), así como un comentario que sobrevive sólo en chino (como parte del Chung-Lun, "Tratado Medio", Taisho # 1564) atribuido a un tal "Ch'ing-mu" (alias Pin-lo-chieh, que algunos estudiosos también han identificado como posiblemente Aryadeva). Sin embargo, Brian C. Bocking, traductor del Chung-Lung, también afirma que es probable que el autor de este comentario fuera un tal Vimalāksa, que era el antiguo maestro de Kumarajiva.
Un influyente comentarista de Nāgārjuna fue Buddhapālita (470-550), quien se ha interpretado que desarrolló el enfoque apofático de las obras de Nāgārjuna en su Madhyamakavṛtti (que ahora sólo existe en tibetano), que sigue el método ortodoxo del madhyamaka al criticar el esencialismo principalmente mediante argumentos de reductio ad absurdum. Al igual que Nāgārjuna, el principal método filosófico de Buddhapālita consiste en mostrar cómo todas las posiciones filosóficas son, en última instancia, insostenibles y autocontradictorias, un estilo de argumentación llamado prāsaṅga.

### Bhāvaviveka y Candrakīrti

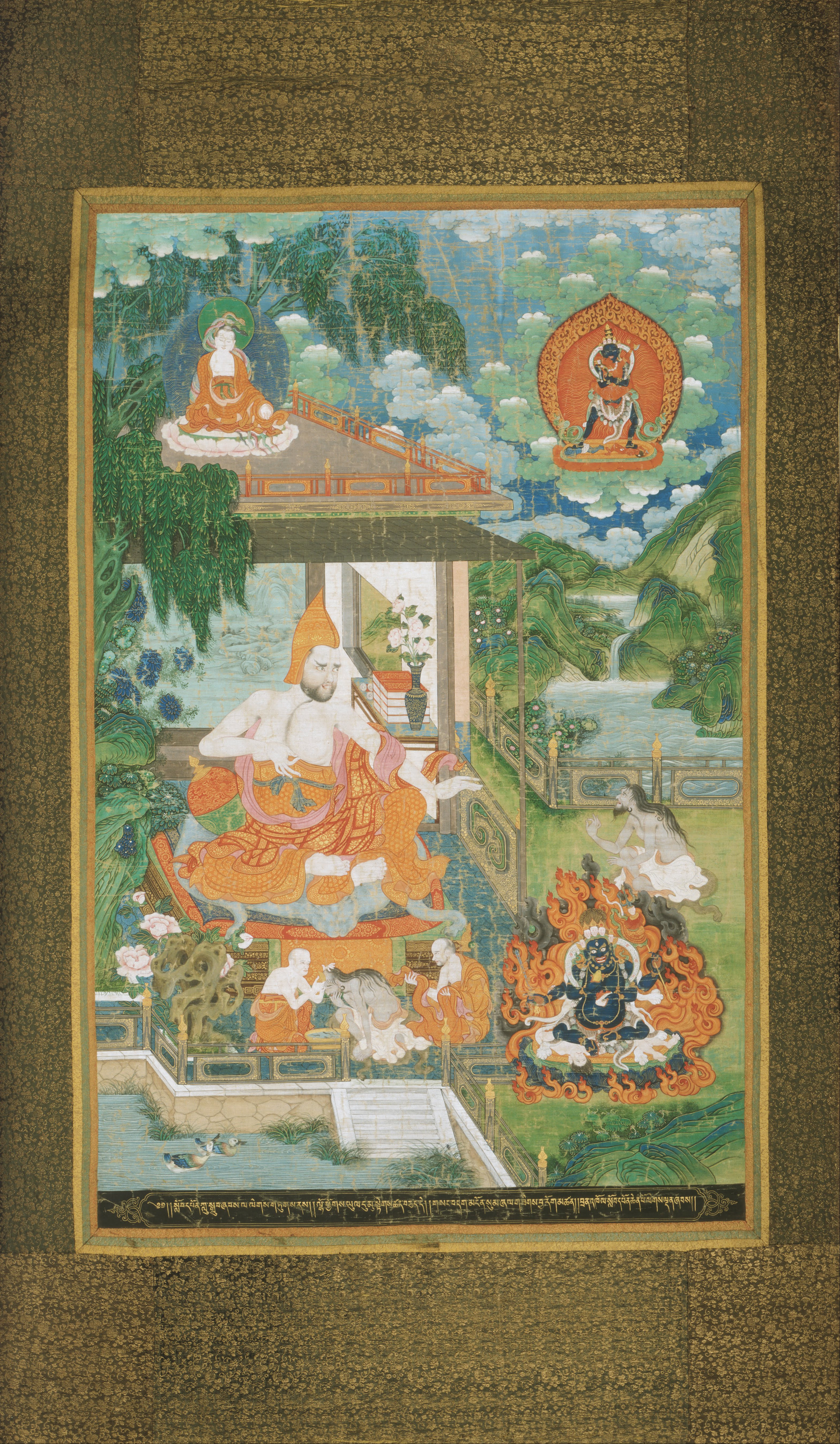
Ācārya Bhāviveka convierte a un hereje al budismo,, Qing, en el Museo de Arte de Filadelfia.

El método de Buddhapālita suele contrastarse con el de Bhāvaviveka (c. 500 - c. 578), quien argumentó en su Prajñāpadīpa (Lámpara de la Sabiduría) a favor del uso de argumentos lógicos utilizando la epistemología de Dignāga. En lo que se convertiría en una fuente de mucho debate futuro, Bhāvaviveka criticó a Buddhapālita por no poner los argumentos madhyamaka en "silogismos autónomos" (svatantra). Bhāvaviveka sostenía que los mādhyamikas debían exponer siempre argumentos silogísticos para demostrar la verdad de la tesis madhyamaka. Bhāvaviveka sostenía que los madhyamikas debían probar positivamente su posición utilizando fuentes de conocimiento (pramana) en lugar de limitarse a criticar los argumentos de los demás, una táctica llamada vitaṇḍā (ataque) que se veía de mala manera en los círculos filosóficos indios. Sostuvo que la posición de un madhyamika era simplemente que los fenómenos carecen de una naturaleza inherente. Este enfoque ha sido etiquetado como el estilo svātantrika de madhyamaka por los filósofos y comentaristas tibetanos.
Otro influyente comentarista, Candrakīrti (c. 600-650), trató de defender a Buddhapālita y criticar la posición de Bhāvaviveka. Candrakīrti argumentó que la filosofía de Bhāvaviveka contiene un sutil compromiso esencialista. Candrakīrti sostuvo que los madhyamikas no tienen que argumentar mediante silogismos autónomos, sino que pueden limitarse a mostrar las consecuencias (prasaṅga) de todas las posiciones filosóficas expuestas por su adversario. Además, para Candrakīrti, hay un problema al suponer que el madhyamika y el adversario esencialista pueden comenzar con las mismas premisas compartidas que se requieren para este tipo de razonamiento silogístico, porque el esencialista y el madhyamika no comparten una comprensión básica de lo que significa que las cosas existan en primer lugar.
Candrakīrti también criticó a la escuela budista yogācāra, a la que consideraba que postulaba una forma de idealismo subjetivo debido a su doctrina de "sólo apariencia" (vijñaptimatra). Candrakīrti culpa a la escuela yogācāra por no darse cuenta de que la naturaleza de la conciencia es también un fenómeno condicionado, y por privilegiar ontológicamente la conciencia sobre sus objetos, en lugar de ver que todo está vacío. Candrakīrti escribió el Prasannapadā (Palabras claras), un comentario muy influyente sobre el Mūlamadhyamakakārikā, así como el Madhyamakāvatāra, una introducción al madhyamaka. Sus obras son fundamentales para la comprensión del madhyamaka en el budismo tibetano.

### Comentaristas posteriores
Una figura svātantrika posterior es Avalokitavrata (siglo VII), que compuso un tika (subcomentario) sobre el Prajñāpadīpa de Bhāvaviveka y que menciona a importantes figuras de la época como Dharmakirti y Candrakīrti.
Otro comentarista de Nagarjuna es Bhikshu Vaśitva (Chino: Zizai) que compuso un comentario sobre el Bodhisaṃbhāra de Nagarjuna que sobrevive en una traducción de Dharmagupta en el canon chino.
Śāntideva (finales del siglo VII - primera mitad del siglo VIII) es muy conocido por su poema filosófico en el que analiza el camino del bodhisattva y las seis paramitas, el Bodhicaryāvatāra. Más adelante, en el siglo X, hubo comentaristas de las obras de los autores prasangika, como Prajñakaramati, que escribió un comentario sobre el Bodhicaryāvatāra, y Jayananda, que comentó el Madhyamakāvatāra de Candrakīrti.
Un tratado menos conocido sobre las seis paramitas asociadas a la escuela madhyamaka es el Pāramitāsamāsa de Ārya Śūra (siglo II).
Otros madhyamikas menos conocidos son Devasarman (siglos V a VI) y Gunamati (siglos V a VI). Ellos escribieron comentarios sobre el MMK que sólo existen en fragmentos tibetanos.

### La síntesis de yogācāra y madhyamaka

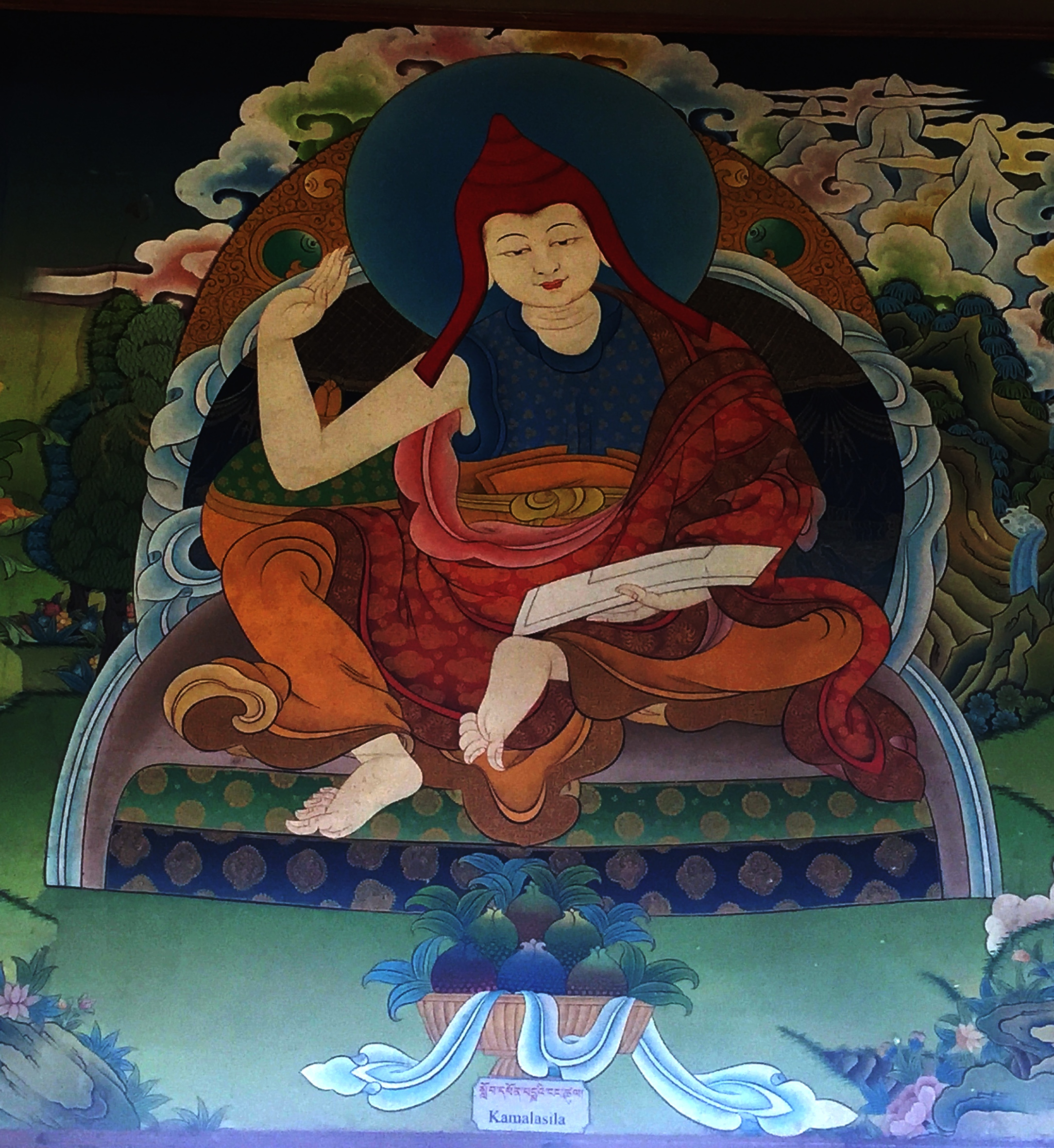
Kamalashila

Según Ruegg, posiblemente la primera figura que trabajó con las dos escuelas fue Vimuktisena (principios del siglo VI), un comentarista del Abhisamayalamkara. También se dice que fue alumno de Bhāvaviveka así como de Vasubandhu.
En los siglos VII y VIII se produjo una síntesis de la tradición budista yogācāra con la madhyamaka, a partir de la obra de Śrigupta, Jñānagarbha (discípulo de Śrigupta) y su alumno Śāntarakṣita (siglo VIII). Ellos adoptaron parte de la terminología de la tradición budista pramana, representada por Dharmakīrti.
Al igual que el madhyamaka clásico, el yogācāra-madhyamaka se aproxima a la verdad última mediante el método prasaṅga de mostrar las consecuencias absurdas. Sin embargo, al hablar de la realidad convencional también hacen afirmaciones positivas y silogismos autónomos utilizando los pramanas como Dharmakīrti. Śāntarakṣita también subsumió el sistema yogācāra en su presentación aceptando el idealismo a nivel convencional como preparación para la verdad última del madhyamaka.
En su Madhyamakālaṃkāra (Ornamento de la Vía Media, versos 92-93), Śāntarakṣita esboza el modelo ontológico de su sistema:
Confiando en el sistema de "sola mente" (cittamatra), conoce que las entidades externas no existen. Y confiando en este sistema [madhyamaka], conoce que no existe ningún yo, ni siquiera en esa [mente]. Al sostener las riendas de la lógica uno monta los carros de los dos sistemas. Así uno alcanza el camino del verdadero mahayanista.
Śāntarakṣita y su alumno Kamalaśīla (conocido por su texto sobre el autodesarrollo y la meditación, el Bhavanakrama) fueron influyentes en la difusión inicial del budismo madhyamaka en el Tíbet. Haribhadra, otra figura importante de esta escuela, escribió un influyente comentario sobre el Abhisamayalamkara.

### Vajrayana y madhyamaka
La filosofía madhyamaka continuó siendo de gran importancia durante la era tántrica (c. siglos VI–XIV), cuando el Vajrayana (junto con el tantra Shaiva) alcanzó la prominencia en la India. Uno de los principales filósofos madhyamaka del Vajrayana fue Arya Nagarjuna (también conocido como el "Nagarjuna tántrico", de los siglos VII y VIII), que podría ser el autor del Bodhicittavivarana, así como un comentarista del Guhyasamāja Tantra. Otras figuras de su linaje (el "linaje arya") son Nagabodhi, Vajrabodhi, Aryadeva-pada y Candrakirti-pada.
Entre las figuras posteriores se encuentra Bodhibhadra (c. 1000), un maestro universitario de Nalanda que escribió sobre filosofía y yoga y que fue maestro de Atiśa Dīpaṃkara Śrījñāna (982 - 1054 d. C.). Atiśa fue una figura influyente en la transmisión del budismo al Tíbet y escribió el influyente Bodhipathapradīpa (Lámpara para el camino del despertar), la base de la literatura lamrim del Tíbet.

## Madhyamaka en el Tíbet

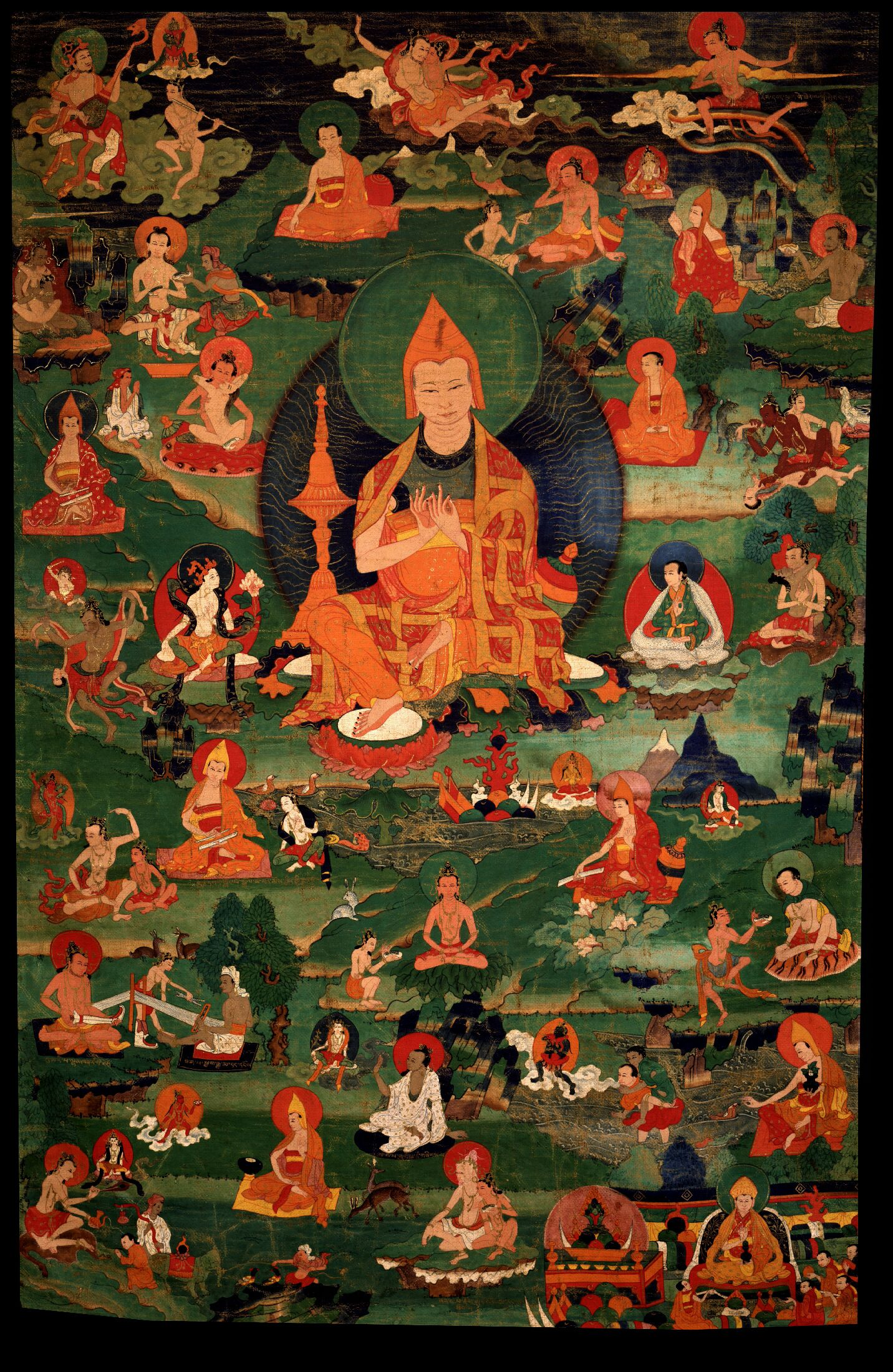
Atisha con mahasiddhas (grandes yoguis/adeptos)

La filosofía madhyamaka obtuvo una posición central en todas las principales escuelas budistas tibetanas, todas las cuales se consideran madhyamikas. El pensamiento madhyamaka se ha clasificado de diversas maneras en la India y en el Tíbet.

### Transmisión temprana
Las figuras más influyentes en la transmisión temprana del madhyamaka al Tíbet son el yogacara-madhyamika Śāntarakṣita (725-788), y sus alumnos Haribhadra y Kamalashila (740-795). Durante la posterior difusión del budismo, las figuras kadam de Atisha (982-1054) y su alumno Dromtön (1005-1064) enseñaron el madhyamaka utilizando las obras de Bhāviveka y Candrakīrti.
Durante la posterior transmisión del budismo al Tíbet, estas dos corrientes principales de opiniones filosóficas se debatieron entre sí. En primer lugar, estaban los que defendían la interpretación yogacara-madhyamaka (es decir svatantrika) centrada en las obras de los eruditos del monasterio de Sangphu, fundado por Ngog Loden Sherab (1059-1109) y que también incluye a Chapa Chokyi Senge (1109-1169).
El segundo grupo defendió la obra de Candrakirti por encima de la interpretación yogacara-madhyamaka, e incluyó al monje de Sangphu Patsab Nyima Drag (nacido en 1055) y al indio Jayananda (hacia el siglo XII). Con el tiempo, el madhyamaka de Candrakirti acabó imponiéndose como la interpretación más influyente de Nagarjuna.
Otra figura muy influyente de este primer periodo es Mabja Jangchub Tsöndrü (m. 1185), que escribió un importante comentario sobre el Mūlamadhyamakakārikā de Nagarjuna. Mabja fue alumno tanto de Chapa como de Patsab, y su obra muestra un intento de dirigir un camino intermedio entre sus puntos de vista. Mabja afirma la utilidad convencional del pramāṇa budista, pero también acepta las opiniones prasangika de Candrakirti. La erudición de Mabja sobre el Madhyamaka fue muy influyente en posteriores Madhyamikas tibetanos como Longchenpa, Tsongkhapa, Gorampa y Mikyö Dorje.

### Interpretaciones de prāsaṅgika y svātantrika
En la erudición budista tibetana, se comenzó a hacer una distinción entre los enfoques autonomista (svātantrika, Tib. rang rgyud pa) y consecuencialista (prāsaṅgika, thal 'gyur pa) del razonamiento madhyamaka. La distinción fue inventada por los tibetanos, y no por los madhyamikas indios. Los tibetanos utilizan principalmente los términos para referirse a los procedimientos lógicos utilizados por Bhavaviveka (que defendía el uso de svātantra-anumana o silogismos autónomos) y Buddhapalita (que sostenían que sólo había que utilizar prāsaṅga, o reductio ad absurdum). El budismo tibetano divide además el svātantrika en sautrantika-svātantrika-madhyamaka (aplicado a Bhāviveka y Chandrakirti), y yogācāra-svātantrika-madhyamaka (Shāntarakṣita y Kamalaśīla).
Según los tibetanos, el sistema svātantrika se basa principalmente en hacer afirmaciones positivas o "autónomas" utilizando la lógica silogística. Se considera que se basa en la existencia convencional de pruebas epistémicas (pramanas) que tienen una especie de esencia o realidad convencional. Por lo tanto, se basan mucho más en la epistemología pramana de Dharmakirti. En svātantrika se entiende que los fenómenos convencionales existen de manera convencional, pero no existen de manera última. De esta manera, podemos hacer aserciones positivas o "autónomas" utilizando los silogismos de la lógica. Su nombre viene de esta cualidad.
Por el contrario, la técnica central en el prasaṅgika es el argumento de la reductio ad absurdum o "consecuencia" (prasaṅga), que se utiliza para mostrar que cualquier afirmación positiva con respecto a los fenómenos debe ser considerado como meramente convencional (lokavyavahāra). Ninguna posición por tanto constituye la verdad última (paramārtha), incluyendo las puntos de vista y lo establecido por los propios Prāsangikas, que están sostenidas por el solo propósito de frustrar todas las visiones. Prāsaṅgika sostiene que no es necesario que el proponente y el oponente utilicen el mismo tipo de cognición válida (pramana) para establecer un tema común. De hecho, es posible cambiar el punto de vista de un oponente a través de un argumento de reductio.
Aunque se presenta como una división en la doctrina, la principal diferencia entre svātantrika y prasangika puede ser entre dos estilos de razonamiento, mientras que la división en sí es exclusivamente tibetana. No hay pruebas concluyentes que demuestren la existencia de un antecedente indio, y no se sabe con certeza hasta qué punto los escritores individuales sostenían cada uno de estos puntos de vista y si lo hacían de forma general o sólo en casos particulares.
El erudito Tibetano Longchen Rabjam mencionó en el siglo XIV que Chandrakirti favoreció la aproximación prasanga cuando discutía específicamente el análisis de lo último, pero en otros casos hacía aserciones positivas. Su texto central, Madhyamakavatara, estructurado como una descripción de los caminos y resultados de la práctica, está construido con aserciones positivas. Así pues, incluso aquellos más adscriptos a la Prāsaṅgika hacían aserciones positivas cuando discutían un camino o una práctica, pero usaban prasaṅga específicamente cuando analizaban la verdad última.

### Jonang y shentong

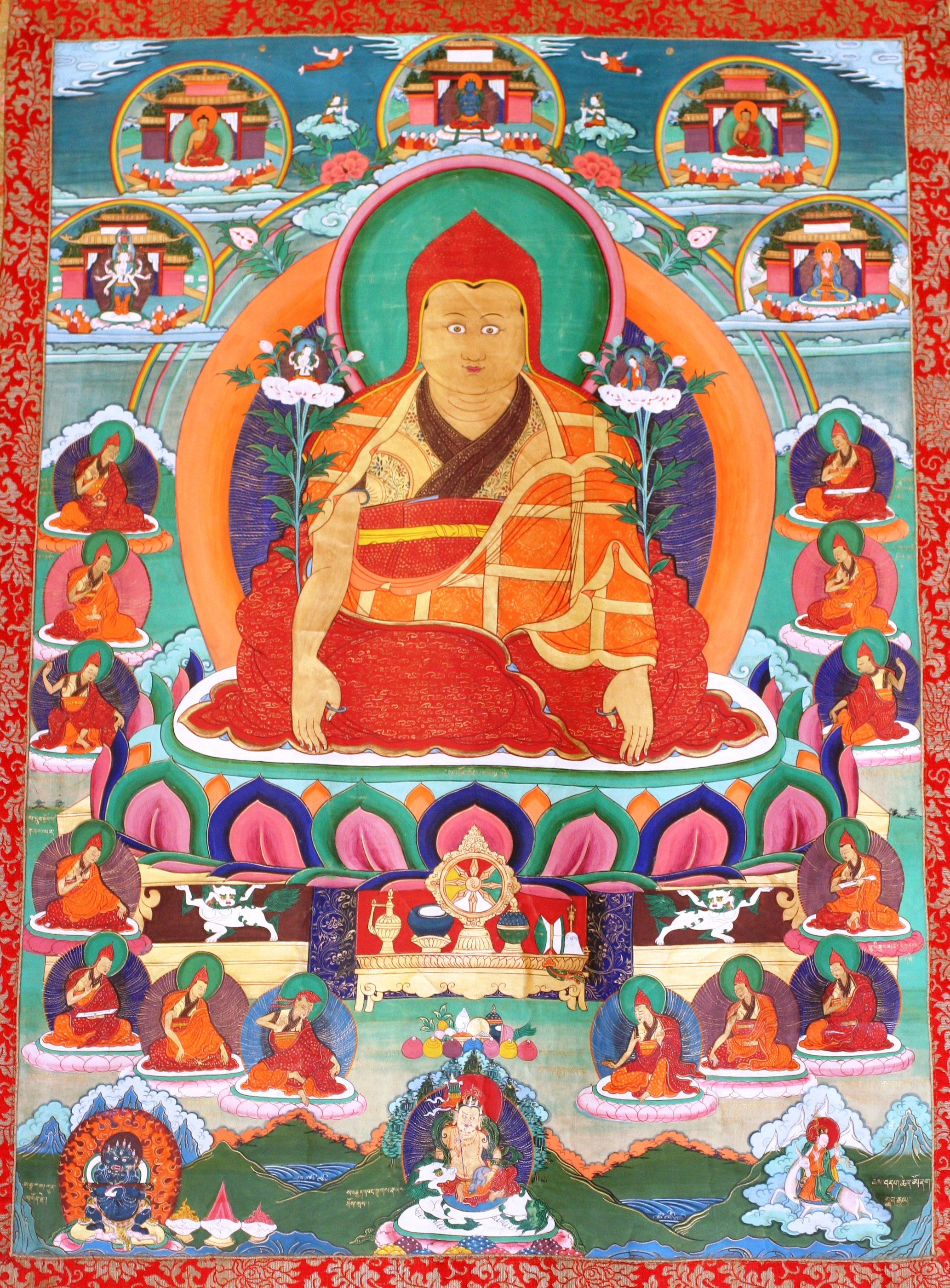
Thangkha con el lama de Jonang Dolpopa Sherab Gyaltsen (1292-1361)

Los trabajos de Dölpopa Shérap Gyeltsen (1292-1361) dieron lugar a dos puntos de vista tibetanos claramente opuestos sobre la naturaleza de la realidad última. Dolpopa, el fundador de la escuela Jonang, consideraba que el Buda y la naturaleza de buda (tathāgatagarbha) no eran intrínsecamente vacíos, sino verdaderamente reales, incondicionados y repletos de virtudes eternas e inmutables. En la escuela Jonang, la realidad última es la naturaleza de buda, que sólo está vacía de lo que es impermanente y condicionado (i.e. la realidad convencional). Sin embargo, la realidad última no está vacía de su propio ser, que es la budeidad última y la naturaleza luminosa de la mente. En Jonang, esta realidad última es un "suelo o sustrato" que es "increado e indestructible, no compuesto y más allá de la cadena de originación dependiente." Un importante tratado sobre la vacuidad y la naturaleza de buda es la voluminosa Doctrina de la Montaña de Dolpopa.

Basándose en los sūtras de tathāgatagarbha como fuentes principales, Dolpopa describió la naturaleza de buda como:
La vacuidad no material, la vacuidad que está lejos de ser una vacuidad aniquiladora, la gran vacuidad que es la última sabiduría prístina de los superiores ... un Buda anterior a todos los Budas, ... un Buda original sin causa.
Dolpopa dice que este "gran vacuidad", es decir, el ''tathāgatagarbha'', está lleno de poderes y virtudes eternas:
Permanente, estable, eterno, imperecedero. Al no estar compuesta por causas y condiciones, la matriz del Tathagatha está intrínsecamente dotada de las cualidades búdicas últimas del cuerpo, la palabra y la mente, como los diez poderes. No es algo que no existiera antes y que se produzca de nuevo y es autodeterminado.
La posición de Jonang llegó a conocerse como "vacío de lo otro" o shentong (Wylie: gzhan stong), porque sostenía que la verdad última era la realidad positiva que no estaba vacía de su propia naturaleza, sólo vacía de lo que era distinto de ella misma. Dolpopa consideraba su punto de vista una forma de madhyamaka, y llamó a su sistema "Gran Madhyamaka". Dolpopa se opuso a lo que denominó rangtong (vacío de sí mismo), el punto de vista de que la realidad última es aquella que está vacía de naturaleza propia en un sentido relativo y absoluto, es decir, que está vacía de todo, incluida ella misma. Por lo tanto, no es una base trascendental o un absoluto metafísico que incluya todas las cualidades eternas de Buda. Esta distinción entre rangtong y shentong se convirtió en un tema central de disputa entre los filósofos budistas tibetanos.
También se enseñan interpretaciones alternativas del punto de vista del shentong fuera de Jonang. Algunas figuras Kagyu, como Jamgon Kongtrul (1813-1899), así como el filósofo Sakya no ortodoxo Sakya Chokden (1428-1507), apoyaron sus propias formas de shentong.

### Tsongkhapa y prāsaṅgika

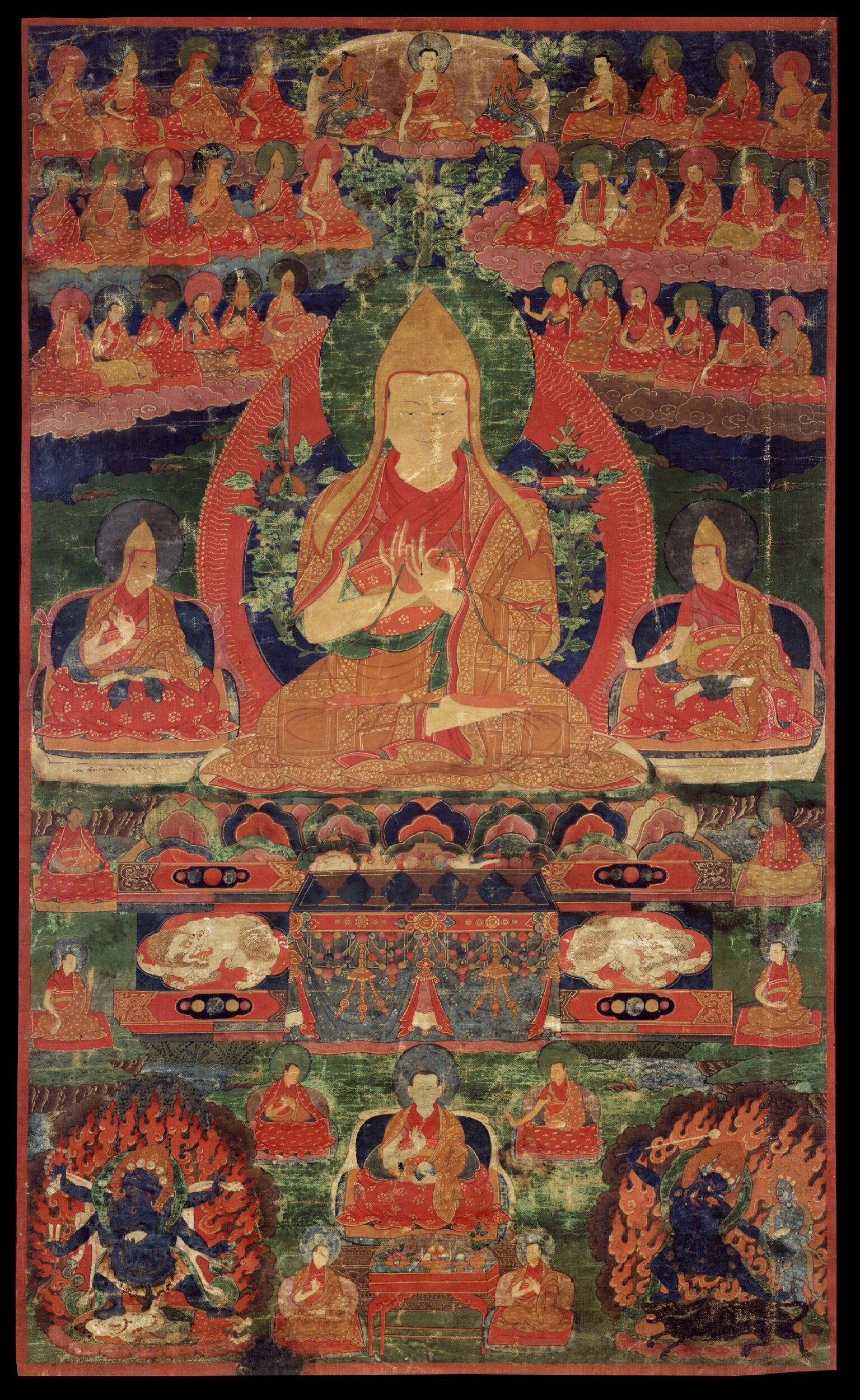
Tsongkhapa

La escuela Gelug fue fundada a principios del siglo XV por Je Tsongkhapa (1357-1419). La concepción de Tsongkhapa sobre el madhyamaka se basa principalmente en las obras de pensadores indios "prāsaṅgika" como Buddhapalita, Candrakirti y Shantideva, y sostenía que sólo su interpretación de Nagarjuna era correcta en última instancia. Según José I. Cabezón, Tsongkhapa también sostenía que la verdad última o vacuidad era "una negación absoluta (med dgag) -la negación de la existencia inherente- y que nada estaba exento de ser vacío, incluida la vacuidad misma."
Tsongkhapa también sostenía que la verdad última podía ser comprendida conceptualmente, una comprensión que luego podía transformarse en no conceptual. Esta comprensión conceptual requería el uso del razonamiento madhyamika y la teoría de pramana india. Debido al punto de vista de Tsongkhapa sobre la vacuidad como una negación absoluta, atacó fuertemente los puntos de vista de Dolpopa.
Según Thupten Jinpa, la "doctrina del objeto de la negación" de Tsongkhapa es una de sus ideas más innovadoras pero también controvertidas. Tsongkhapa señaló que si se quiere mantener un rumbo intermedio entre los extremos de la "sobrenegación" (que se desvía hacia el nihilismo) y la "infranegación" (y, por tanto, la reificación), es importante tener un concepto claro de lo que se niega exactamente en el análisis Madhyamaka (denominado "objeto de la negación").
La comprensión de Tsongkhapa del objeto de la negación (Tib. dgag bya) es sutil, y describe un aspecto de la misma como una "aprehensión innata de la autoexistencia". Thupten Jinpa glosa esto como una creencia que tenemos que nos lleva a "percibir las cosas y los acontecimientos como si poseyeran algún tipo de existencia e identidad intrínseca". La madhyamaka de Tsongkhapa, por tanto, no niega la existencia convencional de las cosas, sino que se limita a rechazar nuestra forma de experimentar las cosas como existentes de forma esencialista, que son falsas proyecciones o imputaciones. Esta es la raíz de la ignorancia, que para Tsongkhapa es una "agencia contaminante activa" (Sk. kleśāvaraṇa) que proyecta un falso sentido de la realidad sobre los objetos.
Como señalan Garfield y Thakchoe, el punto de vista de Tsongkhapa le permite "conservar un sólido sentido de la realidad del mundo convencional en el contexto de la vacuidad y proporcionar un análisis de la relación entre la vacuidad y la realidad convencional que da un claro sentido a la identidad de las dos verdades." Dado que la existencia convencional (o "mera apariencia") como fenómeno vacío e interdependiente no se niega (khegs pa) ni se "socava racionalmente" en su análisis, el enfoque de Tsongkhapa fue criticado por otros madhyamikas tibetanos que preferían una interpretación antirrealista del madhyamaka.
Siguiendo a Candrakirti, Tsongkhapa también rechazó la visión idealista de yogacara y en su lugar defendió la existencia convencional de los objetos externos, aunque en última instancia sean meras "construcciones de pensamiento" (Tib. rtog pas btags tsam) de una mente engañada. Tsongkhapa también siguió a Candrakirti en el rechazo del razonamiento svātantra ("autónomo"), argumentando que bastaba con mostrar las consecuencias no deseadas (prasaṅga) de las posiciones esencialistas.
La erudición gelug ha mantenido y defendido, en general, las posiciones de Tsongkhapa hasta la actualidad, aunque existan vivos debates sobre cuestiones de interpretación. Jamyang Sheba, Changkya Rölpé Dorjé y el 14.º Dalái lama Tenzin Gyatso son algunas de las figuras modernas más influyentes en la madhyamaka gelug.

### Sakya madhyamaka

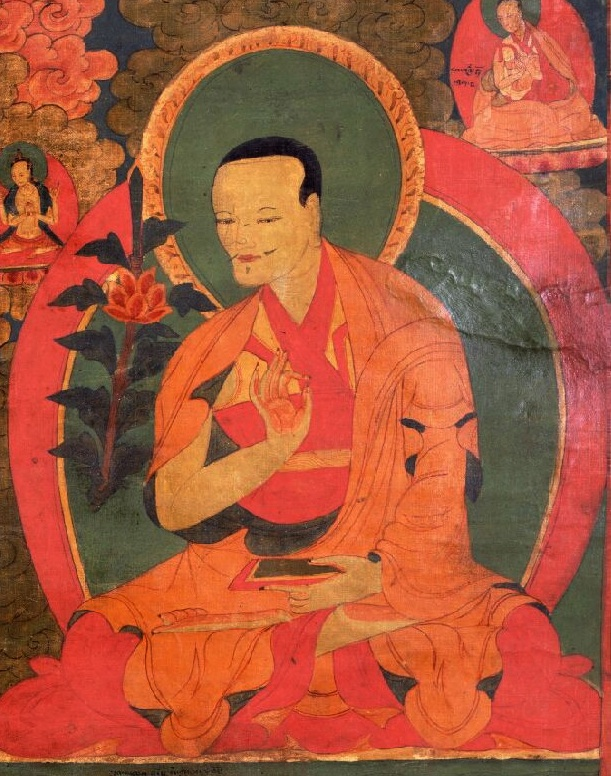
Gorampa Sonam Senge, el filósofo madhyamaka más importante de Sakya

La escuela sakya ha mantenido generalmente una posición prāsaṅgika siguiendo de cerca a Candrakirti, aunque con diferencias significativas respecto a la escuela gelug. Los eruditos sakya, como Rendawa Shyönnu Lodrö (1349-1412) y Rongtön Sheja Kunrig (1367-1450) fueron los primeros críticos de la visión shentong de Dolpopa.
Gorampa Sonam Senge (1429-1489) fue un importante filósofo sakya que defendió la posición madhyamika de sakya, criticando las interpretaciones de Dolpopa y Tsongkhapa. Es ampliamente estudiado, no sólo en sakya, sino también en las instituciones nyingma y kagyu.
Según Cabezón, Gorampa llamaba a su versión del madhyamaka "el camino medio de la libertad de los extremos" (mtha' bral dbu ma) o "camino medio de la libertad de las proliferaciones" (spros bral kyi dbu ma) y afirmaba que la verdad última era inefable, más allá de la predicación o los conceptos. Para Gorampa, la vacuidad no es sólo la ausencia de existencia inherente (svabhava), sino que es la ausencia de los cuatro extremos en todos los fenómenos, es decir, la existencia, la no existencia, ambos y ninguno (i.e. el catuskoti), sin ninguna otra calificación.
Para Gorampa, las verdades convencionales son también objeto de negación, porque "no se encuentran en absoluto cuando se someten al análisis racional último". Por lo tanto, el madhyamaka de Gorampa niega la existencia en sí misma o la existencia sin calificaciones, mientras que para Tsongkhapa, el objeto de la negación es la "existencia inherente", la "existencia intrínseca" o la "naturaleza intrínseca".
En su Eliminación de los puntos de vista erróneos (Lta ba ngan sel), Gorampa sostiene que el madhyamaka niega en última instancia "todas las falsas apariencias", es decir, todo lo que aparece a nuestra mente (todos los fenómenos convencionales). Dado que todas las apariencias son ilusiones producidas conceptualmente, deben cesar cuando la reificación conceptual es llevada a su fin por la comprensión. Esta es la "libertad última de la fabricación conceptual" (don dam spros bral). Para alcanzarla, los madhyamikas deben negar "la realidad de las apariencias". Es decir, todas las realidades convencionales son fabricaciones y como el nirvana requiere trascender toda fabricación (spros bral), la realidad convencional debe ser negada. Para Gorampa, todo el conocimiento convencional es dualista, pues se basa en una falsa distinción entre sujeto y objeto. Por lo tanto, para Gorampa, el madhyamaka analiza todos los fenómenos supuestamente reales y concluye a través de ese análisis "que esas cosas no existen y, por lo tanto, la llamada realidad convencional es totalmente inexistente."
En cuanto a la verdad última, Gorampa consideraba que ésta se dividía en dos partes:
- La vacuidad al que se llega mediante el análisis racional (en realidad esto es sólo un análogo, y no lo real).
- La vacuidad que los yoguis realizan por medio de su propia gnosis (prajña). Esta es la verdadera verdad última, a la que se llega negando la anterior comprensión racional de la vacuidad.

A diferencia de la mayoría de los sakyas ortodoxos, el filósofo Sakya Chokden, contemporáneo de Gorampa, también promovía una forma de shentong como complemento del rangtong. Consideraba que el shentong era útil para la práctica de la meditación, mientras que el rangtong era útil para cortar las opiniones.

### Comparación entre Tsongkhapa y Gorampa
Como señalan Garfield y Thakchoe, para Tsongkhapa, la verdad convencional es "un tipo de verdad", "una forma de ser real" y "un tipo de existencia", mientras que para Gorampa, lo convencional es "totalmente falso", "irreal", "un tipo de inexistencia" y "la verdad sólo desde la perspectiva de los tontos".
Jay L. Garfield y Sonam Thakchoe esbozan los diferentes modelos competitivos de Gorampa y Tsongkhapa como sigue:
Para Gorampa – El objeto de la negación es el propio fenómeno convencional. La verdad última (la vacuidad) es una negación externa, y esta negación externa elimina su objeto sin dejar nada. Así, todos los objetos, personas o declaraciones son eliminados por el análisis último que ve la vacuidad. Los mādhyamikas están de acuerdo con las personas ordinarias en que las cosas existen convencionalmente a pesar de no existir en última instancia. Sin embargo, desde el punto de vista de la vacuidad, la existencia convencional es una completa ilusión. Como tal "la vacuidad última de la persona muestra que la persona simplemente no existe. No es más real que Santa Claus".
Para Tsongkhapa – El objeto de la negación no es el fenómeno convencional, sino que es la esencia o existencia intrínseca (svabhava) del fenómeno convencional. Por lo tanto, cuando decimos que la persona no existe en última instancia, lo que se elimina es su existencia intrínseca o cualquier proyección innata de svabhava. Esta negación no niega a la persona como fenómeno interdependiente. Este punto de vista ve la existencia convencional como un fenómeno interdependiente meramente existente que está vacío de naturaleza intrínseca. Desde este punto de vista, la realidad convencional no es totalmente ilusoria; es el modo de existencia contingente de todos los fenómenos.
Según Garfield y Thakchoe cada uno de estos "puntos de vista radicalmente distintos" sobre la naturaleza de las dos verdades "tiene apoyo escritural, y de hecho cada punto de vista puede ser apoyado por citas de diferentes pasajes del mismo texto o incluso interpretaciones contextuales diferentes del mismo pasaje."

### Kagyu

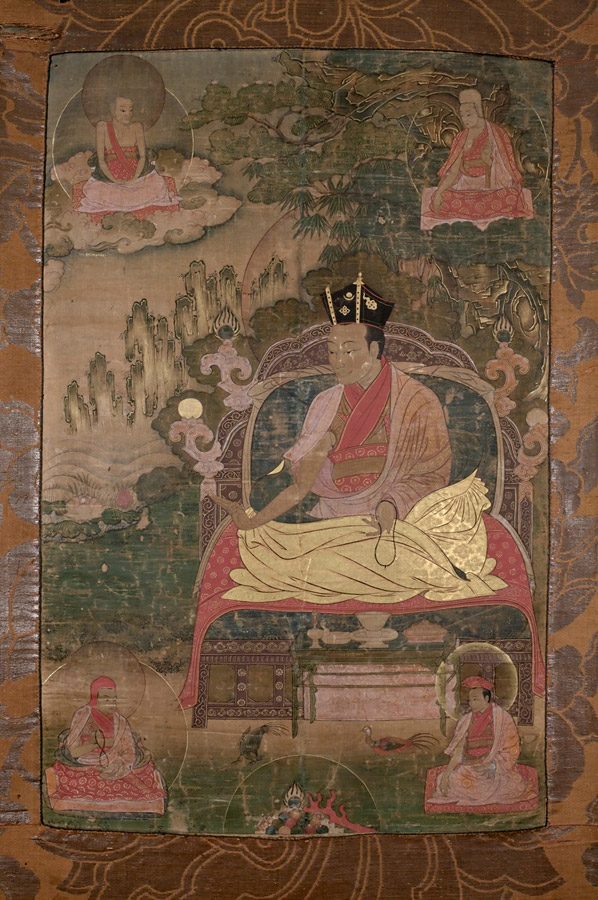
Mikyö Dorje, 8.º Karmapa Lama

En la tradición Kagyu, existe un amplio campo de opiniones sobre la naturaleza de la vacuidad, ya que algunos sostienen el punto de vista del "vacío de otro" (shentong), mientras que otros sostienen posiciones más clásicas del madhyamaka. Un pensador kagyu influyente fue Rangjung Dorje, el tercer Karmapa. Su visión sintetizaba las perspectivas madhyamaka y yogacara. Según Karl Brunnholzl, las obras del tercer Karmapa combinan el yogacara y el madhyamaka, así como algunas declaraciones positivas que han sido interpretadas como shentong por figuras posteriores. Sin embargo, Rangjung Dorje nunca utiliza el término "shentong" en ninguna de sus obras y, por lo tanto, cualquier afirmación de que es un promotor del shentong es una interpretación posterior.
Varios autores kagyu importantes no están de acuerdo con la opinión de que el shentong es una forma de madhyamaka. Según Brunnholzl, Mikyö Dorje, el 8.º Karmapa Lama (1507-1554) y el segundo Pawo Rinpoche Tsugla Trengwa consideran que el término "shentong madhyamaka" es un término erróneo, pues para ellos el yogacara de Asanga y Vasubandhu y el sistema de Nagarjuna son "dos sistemas claramente diferenciados". También refutan la idea de que exista "una naturaleza de buda permanente e intrínseca".
Mikyö Dorje también argumenta que el lenguaje del shentong no aparece en ninguno de los sutras ni en los tratados de los maestros indios. Ataca el punto de vista de Dolpopa por estar en contra de los sutras del significado último que afirman que todos los fenómenos son vacíos, así como por estar en contra de los tratados de los maestros indioss. Mikyö Dorje rechaza ambas perspectivas del rangtong y del shentong como verdaderas descripciones de la realidad última, que él ve como "la paz total de toda discursividad respecto a estar vacío y no estarlo".
Uno de los filósofos kagyu más influyentes de los últimos tiempos fue Jamgön Kongtrul Lodrö Taye (1813-1899), que defendió un sistema de shentong madhyamaka y sostuvo que la sabiduría primordial "nunca está vacía de su propia naturaleza y está ahí todo el tiempo".
El moderno maestro kagyu Khenpo Tsultrim (1934-) también defiende la idea shentong de que la realidad última es la "gnosis de Buda" (buddhajñana) que puede describirse como "verdaderamente existente" y que está por encima de todos los conceptos. Se dice que este enfoque ayuda a superar el sutil concepto de aferrarse a la negación, alertando al meditador "de la presencia de una realidad dinámica y positiva."

### Nyingma

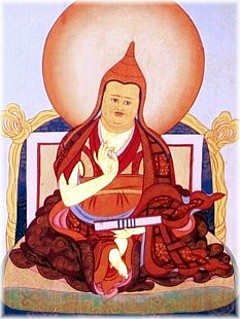
Jamgön Ju Mipham Gyatso (1846-1912), exponente clave del pensamiento madhyamaka en la escuela Nyingma, conocido por armonizar el madhyamaka con la visión dzogchen.

En la escuela nyingma hay una variedad de puntos de vista sobre el madhyamaka. Algunos pensadores nyingma promovieron el shentong, como Katok Tsewang Norbu, pero los pensadores nyingma más influyentes, como Longchenpa y Ju Mipham, mantuvieron una interpretación prāsaṅgika más clásica, al tiempo que trataron de armonizarla con la visión dzogchen que se encuentra en los tantras de dzgochen, que tradicionalmente se consideran la cúspide de la visión nyingma.
Según Sonam Thakchoe, la verdad última en la tradición nyingma, siguiendo a Longchenpa, es esa "realidad que trasciende cualquier modo de pensar y hablar, la que aparece inequívocamente a los procesos cognitivos no erróneos de los seres exaltados y despiertos" y se dice que es "inexpresable más allá de las palabras y los pensamientos", así como la realidad que es la "trascendencia de todas las elaboraciones".
El erudito nyingma moderno más influyente es Jamgon Ju Mipham Gyatso (1846-1912). Desarrolló una teoría única del madhyamaka, con dos modelos de las dos verdades. Mientras que adopta el modelo tradicional de madhyamaka de dos verdades, en el que la verdad última es la vacuidad, también desarrolló un segundo modelo, en el que la verdad última es "la realidad tal como es" (de bzhin nyid) que se "establece como real en última instancia" (bden par grub pa).
Esta verdad última está asociada al concepto dzogchen de rigpa (Skt. vidya, conocimiento). Aunque podría parecer que este sistema entra en conflicto con la interpretación madhyamaka tradicional, para Mipham no es así. Pues mientras que el modelo tradicional que ve la verdad última como una negación que se refiere al análisis de la experiencia, el segundo modelo influenciado por el dzogchen se refiere a la experiencia de la unidad en la meditación. Douglas Duckworth considera que la obra de Mipham es un intento de reunir los dos principales sistemas filosóficos mahayana (yogacara y madhyamaka, así como el shentong y el rangtong), en un sistema coherente en el que ambos se consideran de significado definitivo.
En cuanto al debate sobre el svatantrika prasangika, Mipham explicó que usar aserciones positivas en un debate lógico puede servir a un propósito útil ya sea para debatir con escuelas no budistas, o para conducir a los estudiantes hacia un punto de vista más sutil. Similarmente, discutir sobre una aproximación a la verdad última ayuda a los estudiantes que tienen dificultades cuando usan solo los métodos prasanga, a acercarse a la comprensión de la verdad última. Ju Mipham sintió que la verdad última no-enumerada de la svatantrika no era diferente de la verdad última de la prāsangika. Él sintió que la única diferencia entre ambas era respecto a cómo se discutía la verdad convencional y su aproximación para mostrar un camino. No obstante, algunos profesores.

## Madhyamaka en Asia Oriental

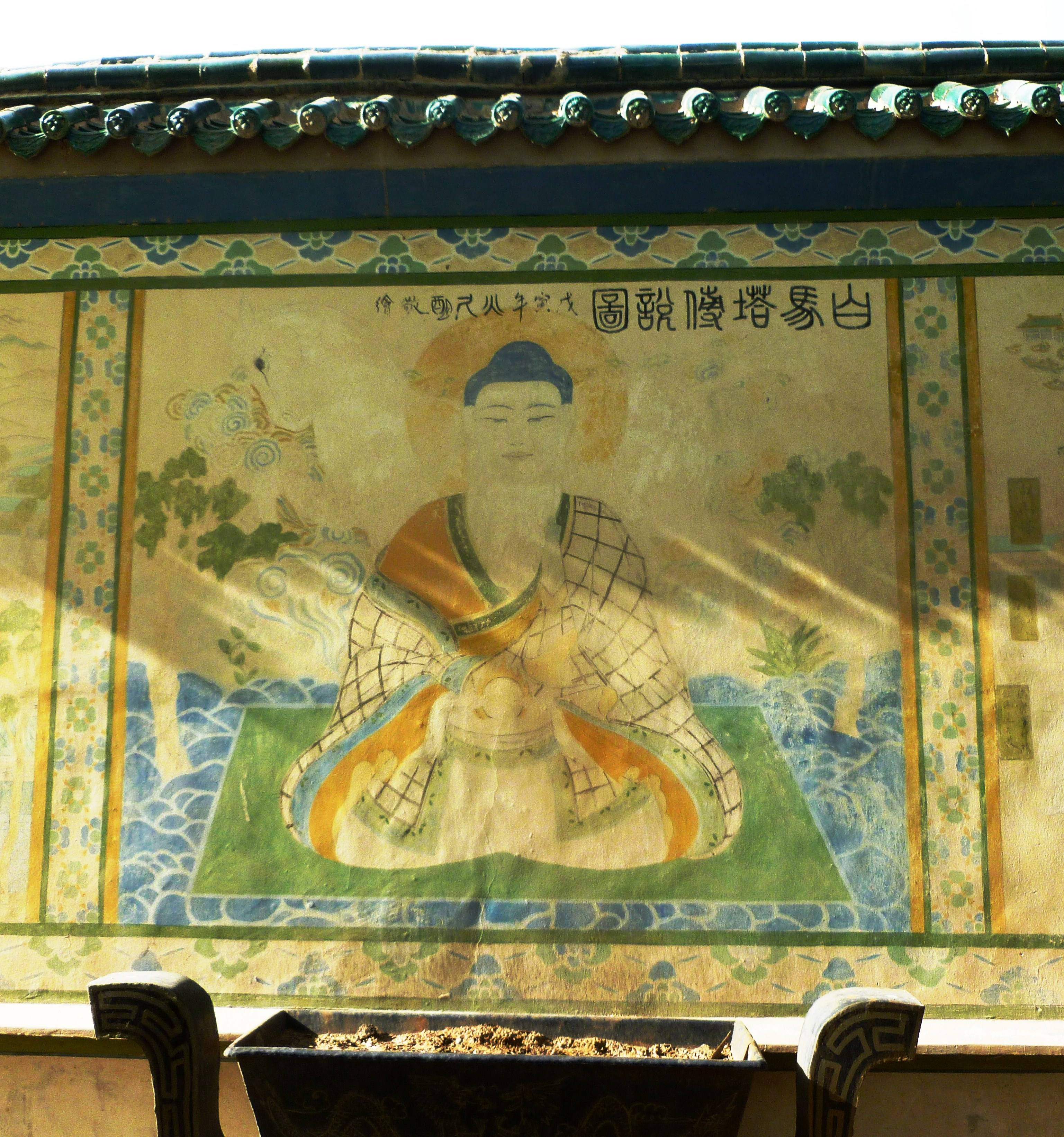
Una pintura de Kumārajīva en la Pagoda del Caballo Blanco, Dunhuang.

### Kumārajīva y sus alumnos
El madhyamaka chino (conocido como sānlùn, "la escuela de los tres tratados") comenzó con la obra de Kumārajīva (344-413 EC), quien dirigió la traducción al chino de algunas obras clave de Nāgārjuna (Chino: Longshu, 龍樹), incluyendo el MMK. Esta escuela también es conocida como la "escuela del vacío" (k'ung tsung).
La versión del MMK de Kumārajīva fue traducida junto con un comentario. Esta obra se conoce en China como el Zhong lun (Skt. Madhyamakaśāstra, Tratado del Medio, Taishō Tripitaka # 1564). Los tres principales textos madhyamaka traducidos por Kumārajīva son el Tratado del Medio, el Tratado de las Doce Puertas (Shiermen lun) y el Tratado de los Cien (Bai lun). Estos se convirtieron en las obras centrales de la "escuela de los tres tratados".
Otro texto influyente de Nāgārjuna que se dice que fue traducido por Kumārajīva fue el Dazhidulun (Enseñanza sobre Prajñāpāramita, Skt. *Mahāprajñāpāramitopadeśa). Según Dan Arnold, este texto sólo existe en la traducción de Kumārajīva y tiene material que difiere de las obras de Nāgārjuna. A pesar de ello, el Dazhidulun se convirtió en un texto central para las interpretaciones chinas del madhyamaka. Otro texto clave traducido por Kumārajīva y su equipo es el Satyasiddhiśāstra (Ch'eng-shih lun, El tratado que realiza la realidad). Aunque no es un texto propiamente madhyamaka, esta obra fue influyente en el estudio del madhyamaka chino, ya que también enseñaba la vacuidad de los dharmas.
Sengrui fue uno de los principales discípulos de Kumārajīva. Ayudó en el proyecto de traducción de numerosos textos, entre ellos el Tratado del Medio y el Pañcaviṃśatisāhasrikā Prajñāpāramitā Sūtra. También tradujo un manual de meditación que llamó el Chanyao y que ahora se entiende como el Zuochan sanmei jing (Sutra del dhyāna samādhi sentado, Taisho 15 n.º 614). Las figuras de sānlùn como Sengzhao (384-414) un alumno de Kumārajīva  y el posterior Jizang (549-623) fueron influyentes en la restauración de una interpretación más ortodoxa y no esencialista de la vacuidad en el budismo chino.
A menudo se considera a Sengzhao como el fundador de la escuela sānlùn propiamente dicha. Se vio influenciado no sólo por los textos madhyamaka y los sutras Mahayana (como el Vimalakirti sutra), sino también por las obras taoístas. Es conocido por citar ampliamente el Lao-tzu y el Chuang-tzu y por utilizar la terminología de la tradición neodaoísta del "aprendizaje de los misterios" (xuanxue 玄学), manteniendo al mismo tiempo una visión filosófica exclusivamente budista. En su ensayo El vacío de lo no absoluto (Buzhenkong, 不眞空), Sengzhao señala que la naturaleza de los fenómenos no puede entenderse como existente o inexistente.
Sengzhao consideraba que el problema central de la comprensión de la vacuidad era la actividad discriminatoria de prapañca (proliferación conceptual). Según Sengzhao, la ilusión surge a través de una relación dependiente entre los fenómenos, la denominación, el pensamiento y la reificación. La comprensión correcta se encuentra fuera de las palabras y los conceptos. Así, aunque la vacuidad es la falta de existencia intrínseca en todas las cosas, esta vacuidad no es en sí misma un absoluto y no puede ser captada por la mente conceptual. En cambio, la vacuidad sólo puede ser realizada a través de la sabiduría no conceptual (prajña).

### Jízàng

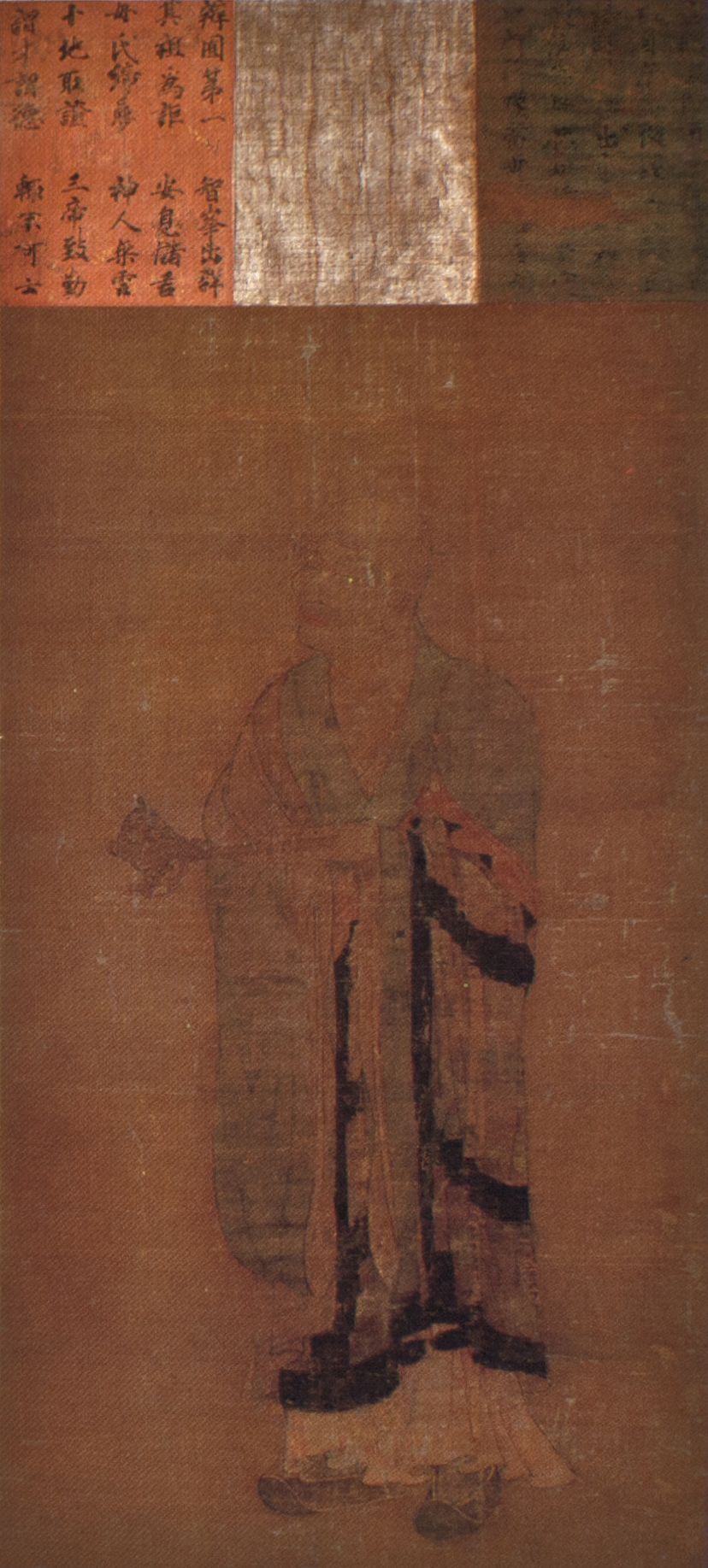
Jízàng (Jp. kichizō), templo Tōdai-ji, Japón,.

Jízàng (549-623) fue otra de las figuras centrales del madhyamaka chino, que escribió numerosos comentarios sobre Nagarjuna y Aryadeva y está considerado como el principal representante de la escuela. Jízàng llamó a su método "deconstruir lo que es engañoso y revelar lo que es correctivo". Insistió en que nunca hay que conformarse con ningún punto de vista o perspectiva en particular. Por lo tanto, uno debe reexaminar constantemente sus formulaciones para evitar reificaciones del pensamiento y la conducta. En su comentario sobre el MMK, Jízàng explica
Jízàng explains how different Buddhist schools hold different principles or phenomena as being ultimately true. But, according to Jízàng, "if there is a single true principle, it is an eternal view, which is false. If there is no principle at all, it is an evil view, which is also false. Being both existent and non-existent consists of the eternal and nihilistic views altogether. Being neither existent nor nonexistent is a foolish view." Therefore, Jízàng's madhyamaka rejects these four extremes as a way to prepare the mind to attain wisdom of "thatness" or "suchness", i.e. ultimate truth.

En uno de sus primeros tratados llamado El significado de las dos verdades (Erdiyi), Jízàng expone los pasos para realizar la naturaleza de la verdad última de la vacuidad como sigue:
En el primer paso, uno reconoce la realidad de los fenómenos en el nivel convencional, pero asume su no-realidad en el nivel último. En el segundo paso, se toma conciencia del ser o del no-ser en el nivel convencional y se niega ambos en el nivel último. En el tercer paso, uno afirma o niega el ser y el no-ser en el nivel convencional, sin confirmar ni rechazarlos en el nivel último. Por lo tanto, en última instancia ya no hay afirmación o negación, y en el nivel convencional, uno se vuelve libre de aceptar o rechazar cualquier cosa.
Después de Jízàng, la escuela decayó considerablemente, aunque sus textos siguieron siendo influyentes para otras tradiciones como el Tiantai y el Budismo chan. El patriarca de Tiantai, Zhiyi, se basó ampliamente en el madhyamaka de Sānlùn para establecer su propio y único sistema de "las tres verdades" (que son: la vacuidad, la existencia y el medio; 空假中 - kong, jia, zhong).
En el chan (zen), Nagarjuna es considerado uno de los patriarcas de la escuela y, por tanto, las figuras clave de chan, como Huineng, debían conocer los cuatro tratados. Según Hsueh-li Cheng, "maestros zen como Niu-t'ou fa-yung (594-657) y Nan-ch'uan P'u-yuan (748- 834) fueron budistas Sān-lùn antes de convertirse en maestros zen". Además, los principales principios de Sānlùn, como la negación de la conceptualización, el rechazo de todos los puntos de vista y la doble verdad, fueron adoptados por el zen. Hsueh-li Cheng concluye que "en muchos aspectos el zen parece ser una aplicación práctica del pensamiento madhyamika."

### Madhyamaka chino moderno
A principios del siglo XX, los laicos Yang Wenhui y Ouyang Jian (Ch. 歐陽漸) (1871-1943) promovieron el aprendizaje del budismo en China, y la tendencia general fue el aumento de los estudios de las tradiciones budistas como yogācāra, madhyamaka y la escuela Huayan.
En la era moderna, ha habido un renacimiento de mādhyamaka en el budismo chino. Una figura muy influyente en el estudio chino moderno del Madhyamaka es Yìnshùn (印順導師, 1906-2005). Yìnshùn aplicó su estudio de los Agamas chinos al madhyamaka, y argumentó que las obras de Nagarjuna eran "la herencia del concepto del surgimiento dependiente tal como se propone en los Agamas". Yìnshùn también consideraba los escritos de Nagarjuna como la forma correcta del budismo, mientras que consideraba los textos de la escuela sānlùn como corruptos, debido a su síntesis de la doctrina tathagata-garbha con madhyamaka. Muchos eruditos chinos modernos de mādhyamaka, como Li Zhifu, Yang Huinan y Lan Jifu, han sido alumnos de Yin Shun.

### Madhyamaka japonés
La escuela madhyamaka era conocida en Japón como sanron (三論宗) y fue introducida alrededor del año 625 por el monje coreano de Goguryeo Hyegwan (Jp. Ekan 慧灌) que residía en el templo Gangō-ji. Se sabe que el príncipe Shōtoku tuvo dos mentores budistas de la escuela sanron. Ekan también es conocido por haber introducido la escuela jōjitsu (satyasiddhi) en Japón y el sistema del Satyasiddhi-shastra se enseñaba en el Sanron japonés como complemento al madhyamaka.
Durante el periodo Heian, una figura importante de sanron fue el maestro Chiko (709-781), cuyo comentario sobre el Sutra del Corazón se convirtió en una obra clásica de la erudición budista Heian y en el comentario más autorizado sobre el Sutra del Corazón. Este comentario criticaba la interpretación del Sutra del Corazón de la escuela hosso (yogacara), promovía el Sutra del Corazón como un texto de significado definitivo (nītārtha) a la vez que se basaba en la obra de Jízàng.
Esta escuela fue posteriormente eclipsada por otras escuelas japonesas como la tendai y la zen.

## Influencias y críticas

### Yogācāra

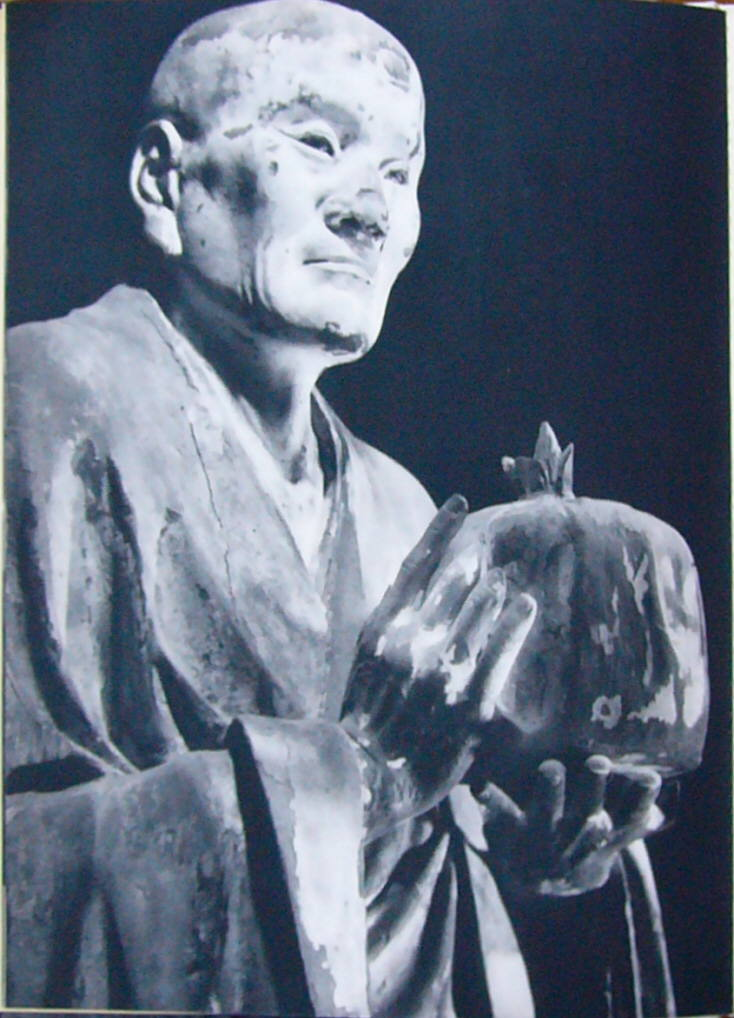
Estatua japonesa de madera de Asaṅga, Kofukuji, Nara, c. 1208 CE.

La escuela yogācāra fue la otra gran escuela filosófica (darshana) de mahayana en la India y su compleja relación con la escuela madhyamaka cambió con el tiempo. El Saṃdhinirmocana sūtra, tal vez el texto yogācāra más antiguo, se autoproclama por encima de la doctrina de la vacuidad enseñada en otros sutras. Según Paul Williams, el Saṃdhinirmocana afirma que otros sutras que enseñan la vacuidad, así como las enseñanzas madhyamika sobre la vacuidad, son meramente medios hábiles (upaya) y, por tanto, no son definitivos (a diferencia de las enseñanzas finales yogācāra del Saṃdhinirmocana).

Como señala Mark Siderits, autores yogācāra como Asanga argumentaron que la doctrina de la vacuidad requería una interpretación en lugar de la teoría yogācāra de las "tres naturalezas" que postula una última realidad inexpresable que es el objeto de la cognición de un Buda. Asanga también argumentó que no se puede decir que todas las cosas están vacías a menos que haya cosas que se vean como vacías o no vacías en primer lugar. Asanga también ataca el punto de vista que afirma que "la verdad es que todo son ficciones conceptuales" afirmando:
En cuanto a su punto de vista, debido a la ausencia de la cosa misma que sirve de base al concepto, las ficciones conceptuales no deben existir completamente. ¿Cómo va a ser cierto entonces que todo es sólo una ficción conceptual? A través de esta concepción, se niega la realidad, la ficción conceptual y las dos cosas juntas. Por negar tanto la ficción conceptual como la realidad, deben ser considerados los principales nihilistas.
Asanga también criticó el madhyamaka porque sostenía que podía conducir a una laxitud en el seguimiento de los preceptos éticos, así como por ser un "punto de vista construido imaginativamente que se llega sólo a través del razonamiento". He further states:
¿Cómo, de nuevo, se conceptualiza erróneamente el vacío? Algunos ascetas y brahmanes no reconocen aquello [es decir, la naturaleza intrínseca] de lo que algo está vacío. Tampoco reconocen lo que está vacío [es decir, las cosas y los dharmas]. Es así como se dice que la vacuidad es concebida erróneamente. ¿Por qué razón? Porque aquello de lo que las cosas están vacías es inexistente, pero lo que está vacío es existente. Es así que la vacuidad es posible. ¿Si todo es irreal, qué estará vacío de qué? Si esto es así, no es posible que algo esté vacío. Por lo tanto, la vacuidad se conceptualiza erróneamente en este caso.
Asanga también escribió que:
si nada es real, no puede haber ideas (prajñapti). Quien sostiene este punto de vista es un nihilista, con quien no se debe hablar ni compartir la vivienda. Esta persona cae en un mal renacimiento y se lleva a otros con él.
Vasubandhu también afirma que la vacuidad no significa que las cosas no tengan una naturaleza intrínseca, sino que esta naturaleza es "inexpresable y sólo puede ser aprehendida por un tipo de cognición que trasciende la dualidad sujeto-objeto".
Por lo tanto, los primeros yogācāras estaban comprometidos en un proyecto para reinterpretar la visión radical madhyamaka de la vacuidad. Figuras yogācāra posteriores como Sthiramati y Dharmapala debatieron con los filósofos madhyamika. Sin embargo, los autores yogācāra también comentaron los textos madhyamaka. Como señala Garfield, "Asaṅga, Sthiramati y Guṇamati compusieron comentarios sobre el texto fundacional del madhyamaka, el Mūlamadhyamakakārikā de Nāgārjuna".
El filósofo madhyamaka Bhavaviveka critica las opiniones de los yogācāras en su Madhyamakahṛdayakārikāḥ (Versos sobre el corazón de la vía media). Según Xuanzang, Bhavaviveka estaba perturbado por los puntos de vista de los pensadores yogācāra y sus ataques contra madhyamaka. El viajó a Nalanda para debatir con Dharmapala cara a cara, pero éste se negó. Los textos de Bhavaviveka citan los ataques de los yogācāras al madhyamaka, que afirmaban que su enfoque del prajñaparamita es el "medio para alcanzar la omnisciencia", mientras que el enfoque del madhyamaka que "se concentra en la negación del surgimiento y la cesación" no lo es. Bhaviveka también critica varios puntos de vista de los yogācāras en su Tarkajvālā (El resplandor de la razón), incluyendo el punto de vista de que no hay objetos externos (idealismo), el punto de vista de que no hay uso para la argumentación lógica (tarka), y el punto de vista de que la naturaleza dependiente (paratantra-svabhāva) existe en un sentido absoluto.

### Advaita Vedanta
Varios estudiosos modernos han argumentado que el primer pensador del advaita vedanta, Gaudapada (c. siglo VI de nuestra era), estuvo influenciado por el pensamiento madhyamaka. Sostienen que el tomó prestado el concepto de ajāta (no nacido) del madhyamaka. Madhyamaka también utiliza el término anutpāda (no surgido, no originado, no producido). La tradición budista suele utilizar el término anutpāda para la ausencia de cualquier surgimiento esencial y, por tanto, significa la vacuidad de la causalidad. Según la doctrina ajātivāda de Gaudapada, el absoluto (brahman) no está sujeto al nacimiento, al cambio y a la muerte. Haciéndose eco del uso de Nagarjuna del catuskoti, Gaudapada escribe que "nada de lo que sea se origina ni de sí mismo ni de otra cosa; nada de lo que sea existente, no existente, o tanto existente como no existente se origina."
Sin embargo, la perspectiva filosófica de Gaudapada es bastante diferente de la de Nagarjuna, ya que Gaudapada postula un absoluto metafísico (que es aja, lo no nacido, eterno e inmutable) basado en el Mandukya Upanishad y, por tanto, sigue siendo principalmente un seguidor del vedanta. Gaudapada también comparte la doctrina de las dos verdades con el madhyamaka, pero para Gaudapada, la última es la existencia inmutable del brahman y el mundo empírico de las apariencias se considera irreal, ilusorio (maya) e inexistente.
Richard King señala también que el cuarto capítulo del Gaudapadiyakarika promueve varias ideas del budismo mahayana, como un camino intermedio libre de extremos, el no apego a los dharmas, así como la existencia de "budas". King señala que esto podría ser un intento de acercarse a los budistas o de atraer a los budistas hacia el vedanta. Sin embargo, King añade que "desde una perspectiva madhyamaka, la aceptación de un absoluto inmutable que sostiene el mundo de las apariencias por el Gaudapadiyakarika es una forma errónea de eternalismo...".
Adi Shankara (principios del siglo VIII), un erudito del vedanta advaita posterior, rechazó la visión madhyamaka por considerarla irracional y nihilista. Shankara argumentó que era un tipo de nihilismo que sostenía que "no existe absolutamente nada" y que esta visión "se contradice por todos los medios del conocimiento correcto".
Esta crítica contra el madhyamaka como nihilismo fue sostenida por la mayoría de los estudiosos de advaita después de Shankara. Sin embargo, esto no impidió que pensadores vedanta posteriores, como Bhaskara, acusaran a Shankara de ser un "criptobudista" por su opinión de que la realidad cotidiana es maya (ilusión) y que el brahman no tiene cualidades y es indiferenciado. Otro filósofo vedantin, Ramanuja (c. 1017-1137), comparó directamente los puntos de vista "mayavada" de Shankara con el madhyamaka, argumentando que si maya y avidya son irreales, "eso implicaría la aceptación de la doctrina madhyamika, es decir, de un vacuidad general".
Los filósofos posteriores, como Madhva y Vijñanabhiksu (siglo XV o XVI), se hacen eco de esta crítica contra Shankara, llegando a calificar a Shankara como un nastika (no ortodoxo). Los advaitins posteriores también reconocieron la similitud de su doctrina con el madhyamaka. El erudito Vimuktatma afirma que si por asat (no ser), el madhyamaka entiende maya y no la mera negación, entonces está cerca del vedanta. Sadananda también afirma que si por sunya, lo que se quiere decir en madhyamaka es la realidad más allá del intelecto, entonces el madhyamaka acepta el vedanta. Sri Harsha señala que las dos escuelas son similares, pero difieren en que el advaita sostiene que la conciencia es pura, real y eterna, mientras que el madhyamaka lo niega.

### Filosofía jainista
Estudiosos modernos como Jeffery Long han señalado también que el influyente filósofo jainista Kundakunda (siglo II de nuestra era o posterior) también adoptó una teoría de las dos verdades, posiblemente bajo la influencia de Nagarjuna. Según W. J. Johnson, Kundakunda también adopta otros términos budistas como prajña bajo la influencia de Nagarjuna, aunque aplica el término al conocimiento del ser (jiva), que es también la perspectiva última (niścayanaya), que se distingue de la perspectiva mundana (vyavahāranaya).
El filósofo jainista Haribhadra también menciona el madhyamaka. Tanto en el Yogabindu como en el Yogadrstisamuccaya, Haribhadra señala la afirmación de Nagarjuna de que el samsara y el nirvana no son diferentes para criticarla, tachando la opinión como una "fantasía".

### Taoísmo
El taoísmo chino medieval estuvo influenciado por el budismo mahayana. Una escuela taoísta llamada chongxuan (重玄, "misterio doble") fundada por Cheng Xuanying (fl. 632-650), se dedicó especialmente a adaptar a su sistema filosófico taoísta los conceptos madhyamaka como la vacuidad, las dos verdades y el catuskoti.

## Madhyamaka en la modernidad

### Thích Nhất Hạnh
El influyente maestro zen vietnamita Thích Nhất Hạnh explica el concepto madhyamaka de vacuidad a través del concepto budista chino de interdependencia,  también conocido como "fusión perfecta" (yuanrong, 圓融). Hạnh también acuñó un nuevo término para esta idea, el "inter-ser". En esta enseñanza, no hay causa primera o última para ninguna cosa que sucede. En lugar de eso, todas las cosas son dependientes de innumerables causas y efectos que son a su vez ellas mismas dependientes de innumerables causas y efectos. La interdependencia de todos los fenómenos, incluido el 'yo', es una manera útil para eliminar visiones erróneas sobre la inherencia, es decir, sobre nuestro gran error de considerar que el 'yo' posee existencia inherente. Es también un camino útil discutir las enseñanzas Mahayana sobre la motivación, compasión y ética. La comparación de la interdependencia ha producido discusiones recientes comparando la ética Mahayana con éticas relativas al entorno. Thích Nhất Hạnh escribe que "no puedes estar solo por ti mismo. Tienes que inter-estar con todo lo demás". Hạnh utiliza el ejemplo de una hoja de papel que sólo puede existir gracias a cualquier otra causa y condición (el sol, la lluvia, los árboles, la gente, la mente, etc.). Según Hanh, "esta hoja de papel es, porque todo lo demás es".

### En la erudición occidental moderna
Como señala David Seyfort Ruegg, los estudiosos occidentales han dado una amplia variedad de interpretaciones del madhyamaka, entre ellas "nihilismo, monismo, irracionalismo, misología, agnosticismo, escepticismo, crítica, dialéctica, misticismo, acosmismo, absolutismo, relativismo, nominalismo y análisis lingüístico con valor terapéutico".
Jay L. Garfield también señala que los intérpretes modernos difieren ampliamente en sus interpretaciones del madhyamaka y que "Nagarjuna ha sido leído como un idealista (Murti 1960), un nihilista (Wood 1994), un escéptico (Garfield 1995), un pragmático (Kalupahana 1986), y como un místico (Streng 1967). Se le ha considerado un crítico de la lógica (Inada 1970), un defensor de la lógica clásica (Hayes 1994) y un pionero de la lógica paraconsistente (Garfield y Priest 2003)".
Según Andrew Tuck, el estudio occidental del madhyamaka de Nagarjuna puede dividirse en tres fases:
1. La fase kantiana, ejemplificada por la obra de Theodore Stcherbatsky The Conception of Buddhist Nirvāna (La concepción del Nirvāna budista 1927), quien argumentó que Nagarjuna divide el mundo en apariencia (samsara) y una realidad noumenal absoluta (nirvana). Esto también se ve en The Central Philosophy of Buddhism (La filosofía central del budismo 1955) de T. R. V. Murti.
2. La fase analítica, ejemplificada por el artículo de Richard Robinson de 1957 Some Logical Aspects of Nāgārjuna's System (Algunos aspectos lógicos del sistema de Nāgārjuna), trató de explicar el madhyamaka utilizando el aparato lógico de la filosofía analítica.
3. La fase post-wittgensteiniana, ejemplificada por Emptiness de Frederick Streng y Wittgenstein and Buddhism de Chris Gudmunsen. Estas figuras "se proponen subrayar las similitudes entre Nāgārjuna y, en particular, el posterior Wittgenstein y su crítica a la filosofía analítica.

Por su parte, el filósofo de Sri Lanka David Kalupahana consideró el madhyamaka como una respuesta a ciertas tendencias filosóficas esencialistas que habían surgido después de la época de Buda y lo ve como una restauración de la posición pragmática de la vía media budista primitiva.
Entre las voces críticas, Richard P. Hayes (influido por la opinión de Richard Robinson de que la lógica de Nagarjuna no supera las pruebas modernas de validez) interpreta las obras de Nagarjuna como "primitivas" y culpables de "errores de razonamiento" como el del equívoco. Hayes afirma que Nagarjuna se basaba en los diferentes significados de la palabra svabhava para hacer afirmaciones que no eran lógicas y que su obra se apoya en varias "falacias y trucos". William Magee discrepa fuertemente de Hayes, refiriéndose a la interpretación de Tsonghkhapa de Nagarjuna para argumentar que Hayes identifica erróneamente la comprensión de Nagarjuna de los diferentes significados del término svabhava.
Muchos estudiosos occidentales recientes (como Jay L. Garfield, Elizabeth Napper, y Jeffrey Hopkins) han tendido a adoptar una interpretación del madhyamaka influida por el prāsaṅgika gelug. Sin embargo, el filósofo estadounidense Mark Siderits es una excepción, que ha intentado defender la posición svātantrika como una interpretación coherente y racional del madhyamaka.
Por su parte, C.W. Huntington ha sido especialmente crítico con el intento occidental moderno de leer a Nagarjuna "a través de la lente de la lógica simbólica moderna" y de considerarlo compatible con el sistema lógico de la filosofía analítica. Sostiene que al leer a Nagarjuna, un pensador que él ve como "profundamente desconfiado de la lógica", de una manera excesivamente lógica, "perjudicamos nuestra comprensión de la insistencia de Nagarjuna en que no tiene proposiciones (pratijña)". Plantea una interpretación más literaria que se centra en el efecto que Nagarjuna intentaba "conjurar" en sus lectores (es decir, una experiencia de no tener puntos de vista) en lugar de preguntarse cómo funciona (o no funciona) de manera lógica. En respuesta a esto, Jay Garfield defiende la interpretación de la lógica de Nagarjuna mediante el uso de la filosofía analítica angloamericana, además argumentando que Nagarjuna y Candrakirti hacen uso de argumentos lógicos y se ven a sí mismos haciendo uso de la lógica.
Otro intérprete reciente, Jan Westerhoff, sostiene que el madhyamaka es una especie de antifundamentalismo, "que no sólo niega la existencia objetiva, intrínseca e independiente de la mente de alguna clase de objetos, sino que rechaza tal existencia para cualquier clase de objetos que podríamos considerar como los bloques de construcción más fundamentales del mundo".